# عمان
عُمْان (به اشتباه: عُمّان) با نام رسمی سلطان‌نشین عمان کشوری است در شبه‌جزیرهٔ عربستان که در سواحل جنوب شرقی این شبه‌جزیره قرار دارد و مشرف به دهانهٔ خلیج فارس است. عمان با عربستان سعودی، امارات متحدهٔ عربی و یمن مرزهای زمینی مشترک دارد. پایتخت و بزرگ‌ترین شهر آن مسقط است و جمعیت عمان در سال ۲۰۲۴ حدود ۵٫۲۸ میلیون نفر بوده است که نسبت به سال ۲۰۲۳ میلادی ۴٫۶۰٪ افزایش داشته است. عمان صد و بیست و سومین کشور پرجمعیت جهان است. سواحل عمان به دریای عرب در جنوب شرقی و دریای عمان در شمال شرقی مشرف است. مدحاء و مسندم درون‌بوم‌هایی هستند که از لحاظ زمینی توسط امارات متحدهٔ عربی احاطه شده‌اند و مرزهای دریایی مسندم توسط تنگهٔ هرمز (که با ایران مشترک است) و دریای عمان تشکیل می‌شوند.
از قرن هفدهم، سلطان عمان بر یک امپراتوری حاکم بود که با امپراتوری پرتغال و امپراتوری بریتانیا برای نفوذ در خلیج فارس و اقیانوس هند رقابت می‌کرد. در اوج خود در قرن نوزدهم، نفوذ و کنترل عمانی‌ها از تنگهٔ هرمز به ایران و پاکستان و تا زنگبار در جنوب گسترش یافت. در قرن بیستم، سلطنت عمان تحت تأثیر بریتانیا قرار گرفت. روابط بیش از ۳۰۰ساله بین این دو امپراتوری بر پایهٔ منافع متقابل بنا شده بود. بریتانیا اهمیت جغرافیایی عمان را به‌عنوان یک مرکز تجاری که مسیرهای تجاری بریتانیا در خلیج فارس و اقیانوس هند را تضمین می‌کرد و منافع لندن در شبه‌قارهٔ هند را حفظ می‌کرد، به رسمیت شناخت. عمان یک پادشاهی مطلقه است که توسط یک سلطان رهبری می‌شود و قدرت از طریق وراثت به مردان منتقل می‌شود. قابوس بن سعید از سال ۱۹۷۰ تا زمان مرگش در ۱۰ ژانویهٔ ۲۰۲۰ سلطان عمان بود. قابوس که بدون فرزند درگذشت، در نامه‌ای پسرعموی خود هیثم بن طارق آل سعید را به‌عنوان جانشین خود نام برده بود و خانوادهٔ سلطنتی او را به‌عنوان سلطان جدید عمان تأیید کردند.
عمان که پیش‌تر یک امپراتوری دریایی بود، قدیمی‌ترین کشور مستقل پیوسته در جهان عرب است. عمان عضو سازمان ملل متحد، اتحادیهٔ عرب، شورای همکاری خلیج فارس، جنبش عدم تعهد و سازمان همکاری اسلامی است. این کشور دارای ذخایر نفتی است که از لحاظ جهانی در رتبهٔ ۲۲ قرار دارد. در سال ۲۰۱۰، برنامهٔ عمران ملل متحد عمان را به‌عنوان کشوری که بیشترین پیشرفت را در طول ۴۰ سال گذشته از نظر توسعه داشته، معرفی کرد. بخشی از اقتصاد عمان شامل گردشگری و تجارت ماهی، خرما و سایر محصولات کشاورزی است. بانک جهانی عمان را در دسته‌بندی اقتصاد با درآمد بالا قرار می‌دهد و تا تاریخ ۲۰۲۳ عمان به‌عنوان چهل‌وهشتمین کشور صلح‌آمیز جهان طبق شاخص جهانی صلح رتبه‌بندی می‌شود.

## نام
سرزمین فعلی عمان در طول تاریخ به نام‌های مختلفی نامیده شده‌است. در بعضی متون اومانا و اومان نیز نامیده شده‌است. عمان واژه ای غیر عربی است. اما بارزترین نام‌های قدیم آن مگان و تغییر یافته آن مجان بوده‌است. مجان در زمان‌های قدیم نام ایالتی در جنوب ایران بوده که بعدها به آن مکران نیز گفته‌اند. همین نام را به منطقه عمان فعلی نیز به‌کار می‌برند که ارتباط زیادی با صنعت کشتی‌سازی و معادن مس «نحاس» در زبان سومریان داشته‌است. نام عمان همچنین به‌خاطر وجود تعداد زیادی از چشمه‌های آب شیرین مدتی «مزون» بوده‌است. «عمان» در اصل نام مکانی بسیار قدیمی در یمن بوده که قبائل عربی بعد از ویران شدن سد مأرب از آنجا به عمان مهاجرت نموده‌اند. در عین حال بعضی از مورخان نوشته‌اند که علت نام‌گذاری عمان به (عمان بن سبأ بن یغثان بن ابراهیم) بازمی‌گردد. «عمانا» در اصل نام یکی از شهرهای جنوب ایران و در غرب چابهار فعلی و بندر جاسک بوده‌است. در روزگار اشکانیان و ساسانیان نیز نام دریای عمان به‌کار می‌رفته‌است و واژه «عمان» نیز ریشه ایرانی دارد. کشور مَزْون (نام فارسی عمان) که مرکز آن صحار بود و نخستین ساکنان آن از اقوام غیر عرب بودند.

### دریای عمان
در منابع تاریخی قدیمی تر تمام پهنه این خلیج و دریای عرب فعلی را مجموعاً به نام‌های دریای مکران و بحر اخضر و در بعضی منابع اروپایی قدیم با نام دریای اریترا و دریای رومیروم و دریای هندوس نیز یاد کرده‌اند که گاهی به کل اقیانوس هند و پهنه‌های آبی مرتبط با آن نیز گفته می‌شده‌است.
نام این دریا به همراه دریای عرب امروزی از سوی جغرافی نویسان مسلمان، هندی هاو پارسیان مُکران -مکران که گویا تغییر یافته (مهی خوران) است و اروپائیان با تلفظ Mecran- Makran بکار برده‌اند. گاهی دریای مکران آبهای کل جنوب ایران و پاکستان فعلی قلمداد شده و دریای عمان نیز به سواحل عمان اطلاق شده‌است.
عمانای تاریخی در واقع نام یکی از شهرهای جنوب ایران و در فاصله غرب چابهار فعلی و بندر جاسک قرار داشته‌است. نگاه شود (به نقشه پریپلوس). عمان در طول تاریخ نام‌های مختلفی داشته‌است. از مشهورترین نام‌های عمان، «مگان» و تغییر یافته‌اش «مجان» بوده‌است، این نام به صنعت کشتی سازی و معادن مس «نحاس» در زمان سومریان ارتباط داشته‌است. البته مدتی نام عمان «مزون» بوده‌است. مردم محلی از این منطقه به عنوان دریای مکران ، دریای بلوچستان و دریای چابهار نیز یاد کرده‌اند.
حدود مکران یاقوت حموی: از غرب به کرمان، از شمال به سیستان، از جنوب به دریا و از شرق با هندوستان (پاکستان) همسایه است.
بحر کرمان (از مشرق) به بحر مکران پیوسته بود و (از مغرب) از جزیره کیش فراتر می‌رفت و قسمتی از بحر فارس را هم در بر می‌گرفت. بحر مکران (از مشرق) به بحر سند و (از مغرب) به بحر کرمان پیوسته بود. گاهی قسمت جنوبی این دو دریا را بحر عمان می‌خواندند. یونانیان در زمان اسکندر و پس از وی، به‌عمد، نام ایرانی دریاهای جنوب ایران را تحریف کرده‌اند. افزون بر این، در روزگار اشکانیان و ساسانیان نیز نام دریای عمان به‌کار می‌رفته‌است و واژه «عمان» نیز ریشه ایرانی دارد. کشور مَزْون (نام فارسی عمان) که مرکز آن صحار بود و نخستین ساکنان آن از اقوام غیر عرب بودند.
اروپاییان تا قرن ۱۸ میلادی این دریا را دریای مکران می‌نامیدند که اسناد آن در موزه‌های جهان موجود است.
1. دریای-مکران (بحر مکران)
2. دریای-اخضر (بحر اخضر)

## آب و هوا
عمان در همه فصل‌ها آفتابی و گرم است؛ دمای هوا در زمستان‌ها اغلب بین ۱۷ تا ۲۵ درجه سانتی‌گراد تغییر می‌کند و در تابستان نیز چیزی در حدود ۳۰ تا ۴۰ درجه سانتی‌گراد است. هوا در ارتفاعات سرد می‌شود و ارتفاعات عمان به‌خصوص در هنگام شب، هوای بسیار سردی دارند.
مسقط پایتخت عمان است و آب و هوایی گرم و مرطوب دارد، اما شب هنگام از میزان رطوبت آن کاسته می‌شود. علت اصلی رطوبت این شهر وجود سواحل آن است.

## تاریخ
قدمت عمان به ۱۴ هزار سال پیش برمی‌گردد و رویکرد باستانی این کشور بسیار ارزشمند است. عمان از سمت شمال غرب با امارات متحده، از سمت غرب با عربستان سعودی، از سمت جنوب با یمن همسایه است. در سال ۱۵۰۷ کشور عمان تحت اشغال پرتغال قرار گرفت. بزرگ‌ترین شهر و پایتخت عمان مسقط نام دارد.
به گفته باستان‌شناسان تاریخ عمان به هزاره دوازدهم قبل از میلاد و در پایان عصر یخبندان بر می‌گردد. در آن دوران عمان سرزمینی سرسبز، حاصلخیز و پربار بوده‌است. حفاری‌هایی در مختلف باستانی منجر به کشف قبرستان‌های ولایت بریمی در منطقه ظاهره و ولایت ابراء در منطقه شرقیه و محوت در منطقه وسطی و نزوی در منطقه داخلیه و دیگر مناطق سلطنت عمان و به ویژه مناطق ساحلی شده‌است. از این حفاری‌ها پیداست که عمان روابط تجاری گسترده‌ای در مابین هند و میان‌رودان و دیگر تمدن‌های شبه‌جزیره عربستان داشته‌است.

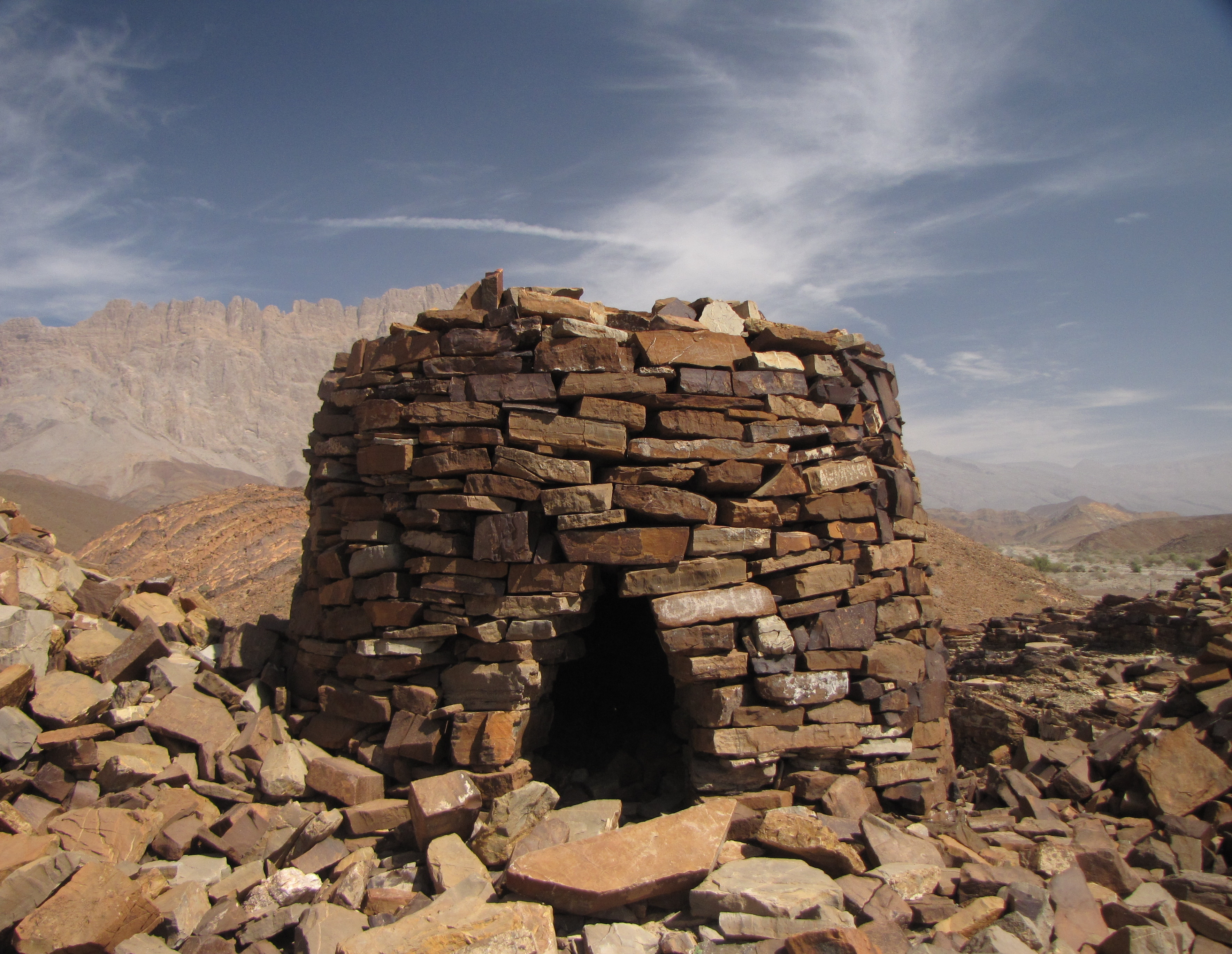
محوطه باستانی سه‌هزارساله در عمان ثبت یونسکو

### عمان در هزاره سوم قبل از میلاد
در هزاره سوم قبل از میلاد عمان به نام «مجان» مشهور بوده‌است. همچنین در لوح‌های سومری نام مگان و در گویش اکدی مکان به کار رفته‌است که به معادن مسی عمان پیوند دارد. مس یکی از کالاهای تجارتی اصلی عمان بوده که با کشتی‌های «مجان» بارکشی می‌شده‌است. بقایای معادن مس در حفاری‌ها پیدا شده و هم‌اکنون نیز یکی از منابع اصلی اقتصادی عمان به‌شمار می‌آید. تاریخ عمان نشان می‌دهد که مردم عرب از زمان‌های قدیم در عمان ساکن شده‌اند. «عاد و قبیله‌اش» در تپه‌های شنی (کثبان رملی) و تلماسه‌هایی که بین عمان و استان حضرموت قرار دارد زندگی می‌کرده‌اند.

### عمان در دوران
در قرن ششم قبل از میلاد سپاهیان پارس (۵۵۰ _ ۵۳۰ ق م)، عمان را فتح نمودند. گفته شده که سازه قنات که به عربی به آن «اَلفَلجَ» و جمع آن «الأفلاج» می‌گویند در آن دوران احداث شده‌است. این‌گونه آبیاری در عمان شهرت فراوانی دارد و در حال حاضر صدها رشته قنات در کشور عمان وجود دارد. همچنین رشته دیگری از قنات نیز در عمان به نام «داوودی» مشهور است. گفته می‌شود که «قنات داوودی» ابتکار داوود نبی است.

### عمان در دورانساسانیان
تاریخ عمان نشان می‌دهد که در دوران ساسانیان از سال‌های (‎۲۲۶_ ۶۱۰ م) عمان و یمن تحت حاکمیت امپراتوری ساسانی بوده‌است.

### عمان و بنی ازد
در اواخر قرن سوم و اوائل قرن دوم قبل از میلاد با ویرانی سد مأرب در مملکت سبا، شورشی اجتماعی و اقتصادی برپا شد و مردم سبأ به مناطق اطراف پراکنده شدند و قبیله بزرگ بنی ازد به عمان مهاجرت کردند. در این کوچ بزرگ قبیله بنی ازد به سرپرستی بزرگ قوم مالک بن فهم الأزدی وارد عمان می‌شوند. بعد از مدتی و پس از استقرار در عمان بنی ازد دست به نبرد مسلحانه با دیگر اقوام بیگانه‌ای که در عمان وجود داشتند می‌زند و در مدت کوتاهی بنی ازد می‌تواند تمام بیگانگان را از عمان خارج و استقرار و امنیت را در عمان برقرار و اولین مملکت عربی در عمان را بنیان‌گذاری کند.
مهم‌ترین جنگ بنی ازد با ایرانیان مقیم عمان بود که به جنگ سلوت مشهور است.
سلوت نام صحرایی است که در آن سپاهیان ازد به فرماندهی مالک بن فهم با ارتش ایرانی موجود در عمان در زمان امپراتوری دارا بن داراب یا همان داریوش سوم می‌جنگد و پس از چندین نبرد، ایرانیان را وادار به خروج از عمان می‌کند.
تاریخ نویسان عرب چنین می‌نویسند که بنی ازد پادشاهان کوه و صحرا بودند. این دودمان از پادشاهان بنام آلجلندی معروف بودند. سلسله پادشاهان الجلندی در طول تاریخ عمان مشهور بوده‌اند.

### عمان در دوران اسلام
در دوران حکمرانی «الجلندی» اسلام وارد عمان شده‌است. در آن دوران محمد، عمرو عاص و ابازید الأنصاری برای دعوت مردم به اسلام به عمان می‌فرستد. در آن دوران پادشاه عمان جیفر الجلندی و برادرش عبد الجلندی بر عمان حکمران بودند. پادشاه عمان اسلام را پذیرفتند و مردم عمان یکپارچه به دین اسلام گرویدند و از آن به بعد عمان یکی از قلعه‌های بزرگ اسلام و از مدافعان اسلام در نبرد یمامه (یا همان جنگ‌های ردّه) بود.
بعد از وفات محمد بسیاری از اعراب شبه جزیره عربستان اسلام را رها نموده و به دین اجدادشان برگشتند. عمانی‌ها برای غلبه بر این مردم در نبرد یمامه (یا همان جنگ‌های ردّه) شرکت داشتند. همچنین رجالات عمان در فتوحات اسلامی در عراق، ایران، هند، ایالت سند، شام، مصر، مراکش و اندلس نیز شرکت داشته‌اند.
عمانی‌ها در طول تاریخ به تجارت مشهور بودند و کشتی‌های باری متعددی داشته‌اند و تا نقاطی دور دست و حتی حدود چین و شرق آفریقا رسیده بودند. در آن دوران صحار یکی از بنادر مهم تجارتی عمان بود و کشتی‌های تجارتی از این بندر مهم به سواحل آفریقا و مدغشقر (ماداگاسکار) و شرق اقصی رسیده بودند.
اما در نیمه قرن ششم هجری بنی نبهان منطقه داخلی پایتخت حکم خود قرار دادند و مناطق ساحلی را رها نمودند بنابراین پرتغالی‌ها این مناطق را اشغال نمودند. حکم بنی نبهان در منطقه داخلی در قرن نهم هجری پایان یافت.

### پرتغالی‌ها در عمان
در قرن ۱۶ میلادی پرتغالی‌ها از رأس الرجاء الصالح می‌گذرند و تقریباً بر تمام شهرهای ساحلی شرق آفریقا دست می‌یابند. سپس به ساحل هند و اقیانوس هند می‌رسند.
در سال ۱۵۰۷ میلادی پرتغالی‌ها بر عمان حمله می‌کنند و بعد از مقاومت شدید از جانب عمانی‌ها سر انجام موفق می‌شوند عمان را اشغال کنند. پرتغالی‌ها مدت یک قرن ونیم در عمان می‌مانند.

### دولت یعرب‌ها
در سال ۱۶۲۴ دولت «یعاربه» به سرپرستی نصیر بن مرشد تأسیس می‌شود. با به روی صحنه آمدن ناصر الیعربی در پی بیرون راندن پرتغالی‌ها از عمان می‌شود ولی درک می‌کند که بیرون راندن پرتغالی‌ها از عمان بدون همبستگی تمام مردم عمان امکان‌پذیر نیست؛ بنابراین در آغاز می‌کوشد تمام مردم و طوایف عمان دور خود جمع‌آوری کند و سپس با پرتغالی‌ها وارد جنگ شود. بعد از همبستگی و گردهمایی عمانی‌ها و تقویت جبهه داخلی، ناصر بن مرشد الیعربی یقین داشت که نبرد با پرتغالی‌ها فقط یک معرکهٔ زمینی نیست و معرکهٔ آزادی در مقام اول است. همچنین می‌دانست که سِّر قوت پرتغالی‌ها در ناو دریایی ایشان است؛ بنابراین اولین کاری که انجام داد ساخت و تأسیس یک ناوگان بزرگ و قوی همچنین تأمین ذخیره و تجهیزات و مهمات و با تدبیر کامل و تهیه ما یحتاج جنگ با پرتغالی‌ها وارد نبرد شد.
در مدت کوتاهی چند شهر ساحلی از چنگ پرتغالی‌ها آزاد نمود؛ ولی مرگ به او امان نداد و درگذشت. پس از وین جانشینش سیف بن سلطان الیعربی راهش را ادامه داد و در سال ۱۶۴۹ میلادی توانست مسقط را از قبضهٔ پرتغالی‌ها رها سازد. بعد از آزادی مسقط تمام اردوگاه‌های پرتغالی‌ها یکی پس از دیگری سقوط کردند و سر انجام تمام عمان از قبضهٔ پرتغالی‌ها رها گردید. عمانی‌ها با آزادی بلادشان از تسلط پرتغالی‌ها اکتفا نکردند و قوای پرتغالی‌ها در سواحل هند و ساحل شرقی آفریقا و اقیانوس هند را تعقیب نمودند و توانستند در چند حملهٔ پی در پی قشون پرتغالی‌ها از این مناطق خارج کنند تا اینکه سر انجام در سال ۱۶۹۸ میلادی پرتغالی‌ها برای همیشه از منطقه رانده شدند. با این عمل شجاعانه، عمانی‌ها توانستند نام عمان در صفحه درخشان تاریخ ثبت نمایند. در نتیجهٔ این پیروزی، یک دولت بزرگ و قدرتمند در عمان پدید آمد و باداشتن یک ناوگان بزرگ دریائی بر تمامی آب‌های منطقه تسلط یافتند. پس از آن عمانی‌ها صاحب بزرگ‌ترین ناوگان دریائی و تجارتی در اقیانوس هند بودند در آن دوران، همچنین حدود مملکت عمان تا ساحل شرقی آفریقا گسترش یافت و دولت عمان بر تمامی جزیره‌های این مناطق و ساحل آفریقا تا دهه شست از قرن بیستم بر این مناطق حاکم بودند. در این دوران عمان یکی از ثروتمندترین دولت منطقه بودند. در پی آن ده‌ها قنات برای آبیاری ایجاد نموند و به کشاورزی پرداختند و باغ‌های مرکبات متعدی ایجاد نمودند و برای حفاظت از منطقه سه دژ بزرگ و مهم در مناطق مختلف عمان بنا نهادند. قلعه‌های مذکور عبارت‌اند از: قلعه نزوی، حصن الحزم و حصن جبرین. باضافه دو قلعه مشهور قلعه می‌رانی و قلعه جلالی که بر شهر مسقط نظارت داشتند.

### دولت آل بوسعید
پس از پیروزی بزرگ «العیاربه» در جنگ با پرتغالی‌ها مدتی عمان در آرامش و امنیت و استقرار می‌گذراند؛ ولی در اواخر حکومتی این خاندان اختلافاتی بروز می‌کند و ناامنی در مناطق داخلی شروع می‌شود. رفته رفته کشور دچار شورش و هرج ومرج می‌شود و آشوب و ناامنی آغاز می‌گردد. در اینجا احمد بن سعید البوسعیدی که والی شهر صحار بود علیه دولت الیعاربه قیام می‌کند.
احمد بن سعید توانست مردم صحار و رستاق دور خود جمع نماید و به کمک ایشان مخالفان خود را از میان بردارد و شکست دهد. در سال ۱۷۴۴ میلادی مردم و اهل الحل و العقد در رستاق اجتماع می‌کنند و احمد بن سعید به‌طور رسمی به رهبری برمی‌گزینند و به ایشان لقب «الامام احمد بن سعید» می‌دهند. این امامت و رهبری آغاز سلطنت پادشاهان آلبوسعیدی بود که تا امروز در حکم عمان ادامه دارند.
بعد از انتخاب الامام احمد بن سعید البوسعیدی به امامت و رهبری ولایت رستاق پایتخت حکم خود قرار داده و به انشاء و تأسیس یک قوه نظامی دریائی می‌پردازد که بتواند از مملکت حمایت نماید. همچنین شهر مسقط یکی از مراکز مهم تجارتی درآورده و ارتباط خاصی بین هند و آفریقا برقرار می‌نماید و نیروی دریائی ایشان بر تمام مناطق آبی نفوذ داشته‌است. در آن دوران مجموعه‌ای از دزدان دریائی از ملبار به کشتی‌های تجارتی حمله می‌کنند و کالاهای کشتی‌های تجارتی می‌ربایند. ایشان کشتی سرستون نیروی دریایی اش «الرحمان» را به دنبال آن‌ها می‌فرستند و رهبر دزدان دستگیر می‌کند. همچنین در سال ۱۷۵۵ میلادی وقتی که بغداد مورد حمله چپاولگران و شورشیان قرار گرفت به کمک والی بغداد می‌شتابد و شهر بصره از دست شورشیان آزاد می‌کند. پس از استقرار امنیت در عمان و مناطق دریائی و اطراف عمان، الامام احمد بن سعید در سال ۱۱۹۹ میلادی این دار فانی به درود حیات گفتند. پس از وفاتش پسرش بر مسند حکم می‌نشیند. سعید بن احمد بن سعید (۱۷۸۳–۱۷۸۴) میلادی حکمران عمان می‌شوند. پس از فوتش پسرش حمد بن سعید (۱۷۸۴–۱۷۹۲) میلادی حاکم عمان بودند. حمد بن سعید پایتخت خود را از رستاق به مسقط منتقل می‌کند و نفوذ خود را تا دریای شرقی آفریقا گسترش می‌دهد. پس از مرگش سلطان بن احمد بن سعید (۱۸۰۴–۱۷۹۲ میلادی) برجایش نشست.
در دوران حکومتی سلطان بن احمد تعداد کشتی‌های نیروی دریائی عمانی دو برابر افزوده می‌شود. پس از سلطان بن احم، د السلطان سعید بن سلطان (۱۸۵۶–۱۸۰۴) میلادی بر مسند حکم می‌نشیند. در ایام حکم سعید بن سلطان قدرت نیروی دریائی عمان به اوج خود می‌رسد. السلطان سعید بن سلطان یکی از شخصیت‌های برجسته عمان با شخصیتی مدیر و سیاست‌مدار و جنگجویی شجاع و تاجر بود. مردی هشیار زیرک، حیله‌گر، مکار و دنیا دیده. شعارش این بود (آنچه نمی‌توانید با جنگ به‌دست بیاورید ممکن است با حیله و مکر به‌دست آورید). السید سعید بن سلطان در دوران حکم طولانی خود که ۵۲ سال بطول انجامید توانست امپراتوری گسترده‌ای تأسیس نماید که حدودش از شرق آفریقا تا ساحل ایران تشکیل می‌رسید. در آن دوران که طوفان جنگ و ستیز تمام منطقه را دربرگرفته بود او مانند یک ناخدای ماهر و دنیا دیده توانست ثبات عمان را حفظ کند. در ابتدای حاکمیتش فقط قسمتی از خاک عمان و مقاطعات این دیار را زیر نفوذ داشت که راه‌های شنی اش را کاروان‌های شتر با دشواری و نا امنی طی می‌کردند. اما در روز وفاتش یک امپراتوری قدرتمند و گسترده از خود برجای گذاشت. حدود امپراتوری وی از سواحل عمان، بندر گوادر، مکران، جزیره زنگبار و بمبا در ساحل شرقی آفریقا تا اجاره نمودن بندرعباس، جزیره قشم و جزیره هرمز در خلیج فارس و پیمان تجارتی بستن با حکومت انگلستان، فرانسه، هلند، پرتغال و ایالات متحده آمریکا.
در سال ۱۸۴۰ میلادی سعید بن سلطان نماینده شخصی خود احمد بن نعمان الکعبی را به عنوان اولین سفیر عرب به وسیله کشتی شخصی خود که به «سفینهٔ سلطانه» معروف بود به نیویورک فرستاد. این کشتی اولین کشتی عربی بود که به نیویورک می‌رفت.
السید سعید بن سلطان عشق خاصی به دریا داشت. می‌گویند که بیش از ۲۰ کشتی مخصوص داشته و دوران زندگی وی در دریا یعنی بیشتر از زندگی اش در خشکی بوده‌است. از آنجا بود که به او لقب «السید البحار» (سید دریا) داده بودند. سعید بن سلطان بیشتر اوقات زندگی اش را در سفر و برفراز آب‌های دریا گذرانیده بو. لازم است ذکر شود که السلطان سعید بن سلطان هنگام وفاتش در سال ۱۸۵۶ میلادی نیز بر روی دریا در سفر از مسقط به زنگبار در کشتی شخصی خود «ویکتوریا» در دریای سیشیل بود.
پس از وفات السید سعید بن سلطان عمان دچار هرج و مرج نشد. روزگاری بسیار درخشان و روزگاری تاریک و نا بسامان داشته‌است تا اینکه در ۲۳ ژوئیه سال ۱۹۷۰ سلطان قابوس بن سعید بر مسند حکم می‌نشینند. زمامداری فردی وی سبب شده که حکومت تمام و کمال به خود وی وابسته باشد. سلطان قابوس در طی حکومت خود عمان را به پیشرفت رسانید. وی در تاریخ ۱۰ ژانویه ۲۰۲۰ درگذشت.

### پیشرفت در زمان سلطان قابوس
قابوس کشور عمان را که در آغاز زمامداریش سخت عقب‌افتاده و منزوی از دنیا بود، به سوی پیشرفت اقتصادی هدایت کرد. او با استفاده از منابع ارزی ناشی از درآمدهای نفتی و جهانگردی، زیرساخت‌هایی را ایجاد کرد و مسکن و مدرسه و بندرگاه ساخت. خود نیز با استفاده از این منابع ثروت شخصی عظیمی اندوخت به‌گونه‌ای که بنا بر گزارشهای نشریات غربی، یکی از ده پادشاه ثروتمند جهان به‌شمار می‌رفت.
او در عین حال یکی از محبوب‌ترین آن‌ها در میان مردمشان به حساب می‌آمد. شکاف‌های طبقاتی و اجتماعی در عمان نسبت به بسیاری از کشورهای عربی در سطح محدودتری است و روند مدرن‌سازی با آسیب‌ها و محرومیت‌های اجتماعی شدید توأم نبوده‌است.
مدرن‌سازی نظام آموزشی عمان دستاوردهای قابل اعتنایی داشته و دسترسی به آموزش در این کشور دو میلیون و ۶۰۰ هزار نفر (یک میلیون و ۹۰۰ هزار نفر بومی و ۷۰۰ هزار نفر خارجی) به امری قابل دسترس بدل شده‌است. دولت سالانه یک چهارم بودجه خود را به امور آموزشی اختصاص می‌دهد. در زمینه برابری قانونی زن و مرد نیز عمان از همه کشورهای عرب منطقه پیشروتر است.
اگرچه عمان عمدتاً مسلمان هستند، اما قابوس آزادی مذهبی را در این کشور اعطا کرد و ساخت چهار کلیسای کاتولیک و پروتستان در این کشور و همچنین چندین معابد هندو را تأمین مالی کرده‌است.
در مجموع، سلطان قابوس در عرصه اجتماعی و سیاسی نوعی ثبات توأم با اصلاحات محافظه‌کارانه را دنبال کرده و به رغم قدرت مطلقه‌اش با خواست‌های محدودی که اینجا و آنجا در جامعه محافظه‌کار عمان شکل گرفته همراهی و همگامی نشان داده‌است تا ثبات کشور و تاج و تخت دستخوش بحران نشود. همین رفتار در جریان بهار عربی که تنش‌های محدودی در درون عمان نیز در پی داشت، سبب شد که این کشور در مجموع با عوارض و پیامدهای محدود، بحران را از سر بگذراند.
عمده وعده‌های سلطان قابوس برای بهبود وضعیت اقتصادی و ایجاد مشاغل دولتی تا حدودی جامه عمل پوشیده‌است، ولی وعده تبدیل پادشاهی مطلقه به یک پادشاهی مشروطه کم و بیش روی کاغذ مانده‌است. در واقع هم تحولات منفی در سایر کشورهای بهار عربی و هم قدرت ناچیز مخالفان در عمان سبب شده که اصلاحات یادشده چندان پیگیری نشوند.
این در حالی است که نارضایتی از فساد اداری و انباشت ثروت کشور در دست نزدیکان پادشاه رو به افزایش بود اما اقدام دولت در تابستان ۲۰۱۴ در حذف یارانه ۷۰ قلم کالا و افزایش قیمت این کالاها نیز تأثیر مثبتی در میان مردم باقی گذاشت.

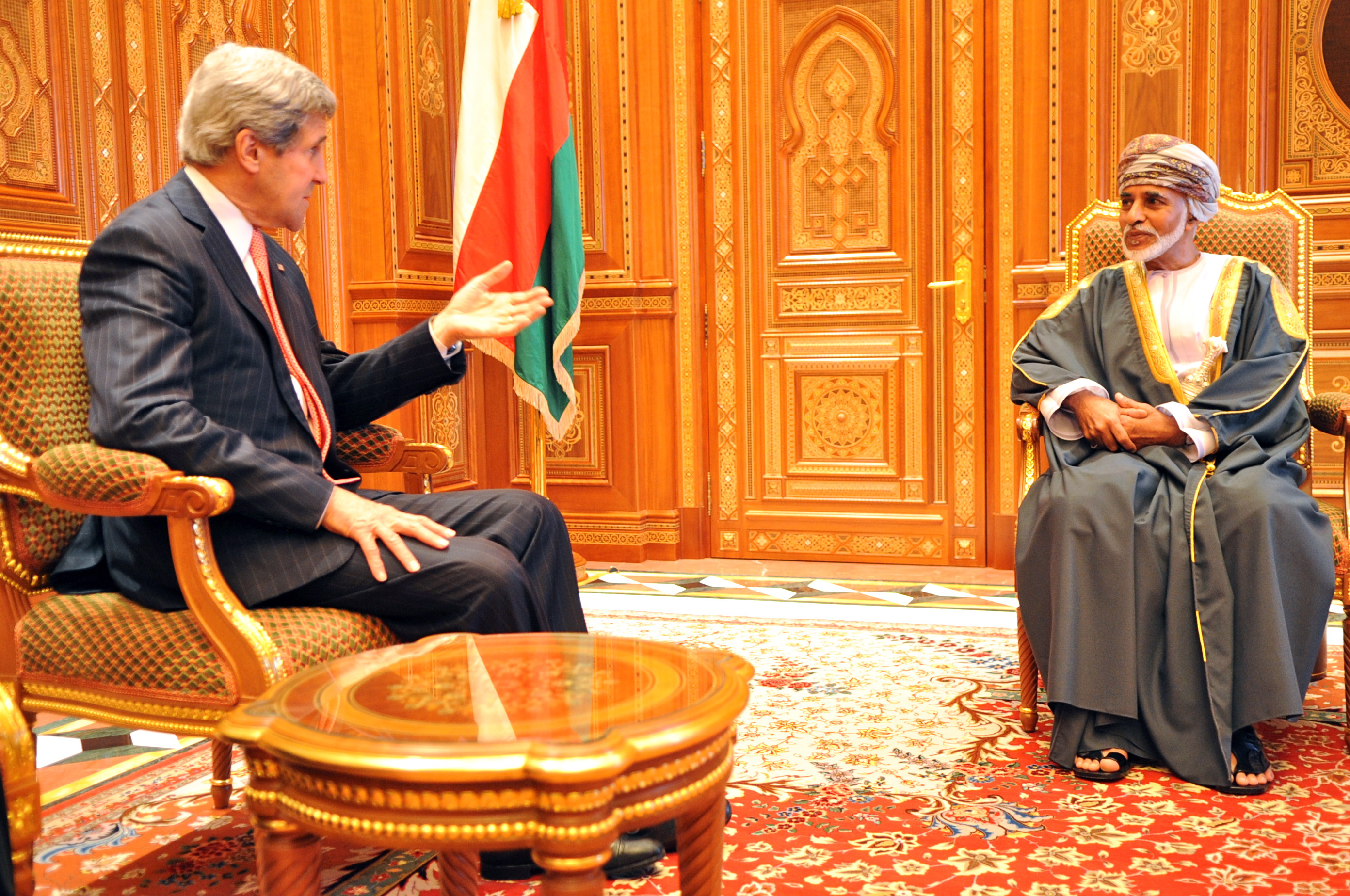
سلطان قابوس و جان کری

بر پایه‌گزارش‌های سازمان ملل متحد، سلطان‌نشین عمان از جمله کشورهایی به‌شمار می‌آید که در چهار دهه گذشته بیشترین میزان پیشرفت را شاهد بوده‌است. سلطان قابوس دستور داد تا خیابان‌ها، مدارس و بیمارستان‌های جدید ساخته شوند و برق و آب لوله‌کشی به دورترین نقاط کشور راه پیدا کند. دولت عمان به مدت چندین دهه، بسیاری از شهروندان را در وزارتخانه‌ها و ادارات دولتی به کار گرفت و امروز به همین دلیل، بخش خدمات عمومی اشباع شده‌است. بر پایه آخرین آماری که در ۲۰۱۸ میلادی منتشر شد از مجموع ۴ میلیون و ۵۷۳ هزار ۸۹۳ تن جمعیت عمان، ۲ میلیون و ۵۲ هزار و ۶۰۴ تن یا به عبارتی ۴۴٫۸ درصد آن را کارگران خارجی تشکیل می‌دهند.
سلطان قابوس در دوره سلطنت خود ارتباط مستقیمی با مردم داشت و تورهای دیدار با مردم را به راه انداخت. او در سیستم حکمرانی خود دیگران را نیز شرکت می‌داد و از توصیه‌های دیگران بهره می‌برد. به همین دلیل، در میان مردم و صاحب‌منصبان محبوب شد.
همچنین سلطان قابوس از طریق کمک مالی به یونسکو در اوایل دهه ۱۹۹۰، جایزه سلطان قابوس برای حفظ محیط زیست را تأمین مالی کرد، تا بتواند کمک برجسته ای در مدیریت و حفظ محیط زیست کند. این جایزه از سال ۱۹۹۱ هر دو سال یک بار اهدا می‌شود. عمان در سال ۲۰۱۵ اصلی‌ترین مقصد سرمایه‌گذاری مستقیم خارجی در منطقه خلیج فارس بود، به طوری که سرمایه‌گذاران ۱۹٫۶ میلیارد دلار به عمان سرازیر کردند. قابوس از طرفداران فرهنگ و موسیقی است و اولین کسی است که دستور ایجاد خانه اپرا و موسیقی در کشورهای حوزه خلیج فارس را در عمان صادر کرد. وی همچنین برای ترویج صنعت سینما دستور به ساخت سینمای مدرن در عمان را نیز صادر کرد.

## فرمانروایان
- ۱ـ احمد بن سعید البوسعیدی
- ۲ـ سعید بن احمد بن سعید
- ۳ـ حمد بن سعید
- ۴ـ سلطان بن احمد بن سعید
- ۵ـ بدر بن سیف
- ۶ـ سعید بن سلطان بن احمد
- ۷ـ ثوینی بن سعید بن سلطان
- ۸ـ سالم بن ثوینی بن سعید
- ۹ـ عزان بن قیس بن عزان
- ۱۰ـ ترکی بن سعید بن سلطان
- ۱۱ـ فیصل بن ترکی بن سعید
- ۱۲ـ تیمور بن فیصل
- ۱۳ـ سعید بن تیمور
- ۱۴ـ قابوس بن سعید
- ۱۵- هیثم بن طارق آل سعید

## جغرافیا

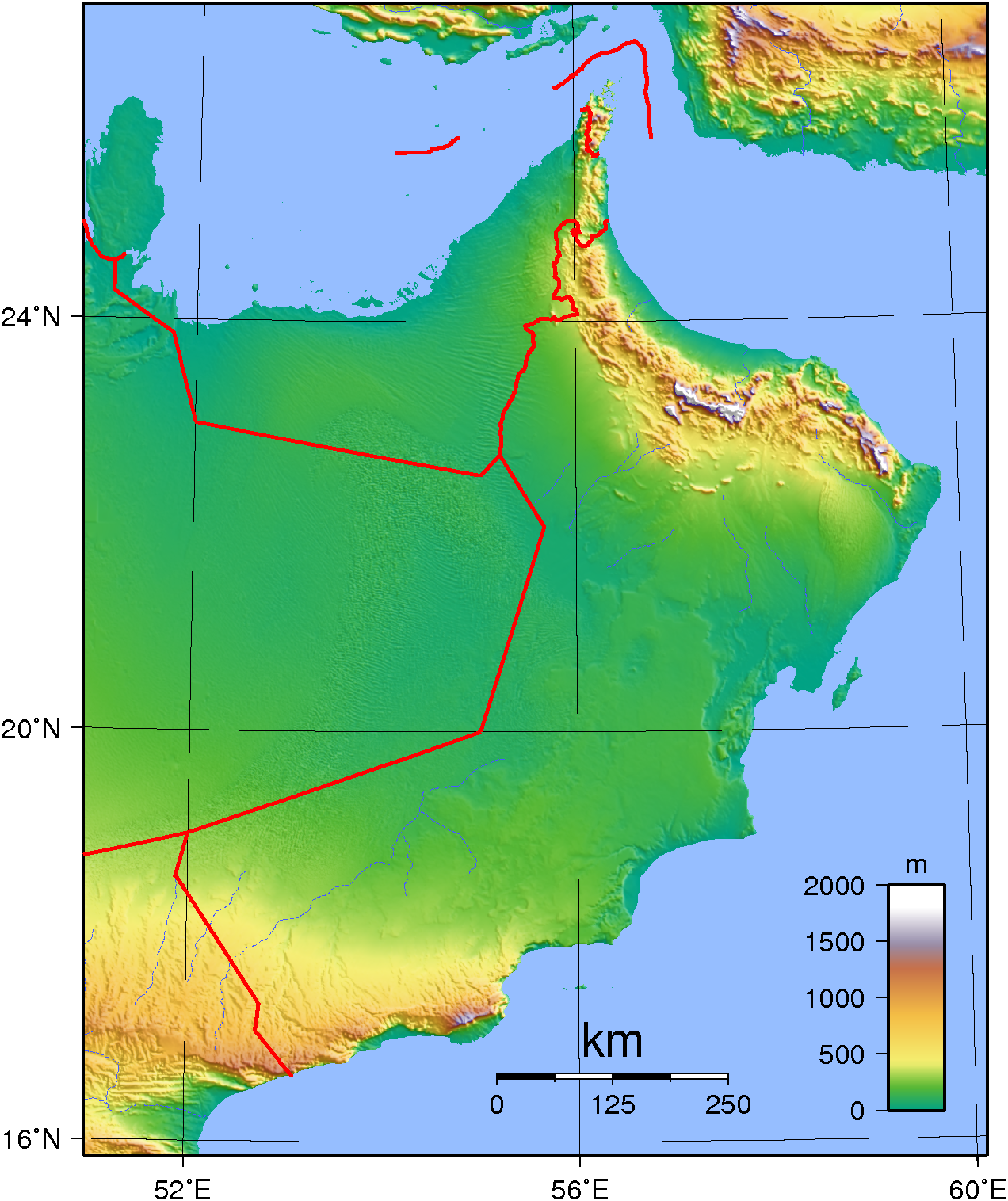
نقشه ناهمواری‌های عمان

کشور عمان با امارات متحده عربی(۶۰۹ کیلومتر) و عربستان سعودی(۶۵۸ کیلومتر) و یمن(۲۹۴ کیلومتر) مرز مشترک دارد و از شمال به تنگه هرمز، و از سمت شرق به دریای عرب محدود می‌شود. عمان با مساحت ۳۰۹٬۵۰۰ کیلومتر مربع، سومین کشور بزرگ بعد از سعودی و یمن در شبه جزیره عربستان است. عمان در جنوب شرق این شبه‌جزیره قرار گرفته و تقریباً نیمه شرقی جنوب شبه‌جزیره عربستان را پوشانده‌است. خطوط ساحلی عمان ۲٬۰۹۲ کیلومتر طول دارند.
یک شنزار بیابانی بزرگ بیشتر مناطق مرکزی عمان را دربر گرفته‌است. دو منطقه کوهستانی در دو سوی این بیابان دیده می‌شود، یکی در شمال به نام رشته‌کوه حَجَر و دیگری در کرانه جنوب شرق کشور که کوه‌های ظفار هستند. بیشتر شهرهای اصلی کشور نیز در کوهپایه‌های این دو کوهستان قرار گرفته‌اند: مسقط (پایتخت)، صحار و صور در شمال، و صلاله در جنوب.
در میانه‌های کوهستان حجر، جبل اخضر قرار دارد که با ارتفاع ۳۰۷۵ متر بلندترین نقطه عمان و بلندترین نقطه در شرق شبه‌جزیره عربستان است. ارتفاعات این کوه رنگ‌های مختلفی دارد و به‌شکل پله‌پله است. این کوه در میان شنزارها و دشت و تپه‌ماهورهای بزرگ واقع شده‌است.

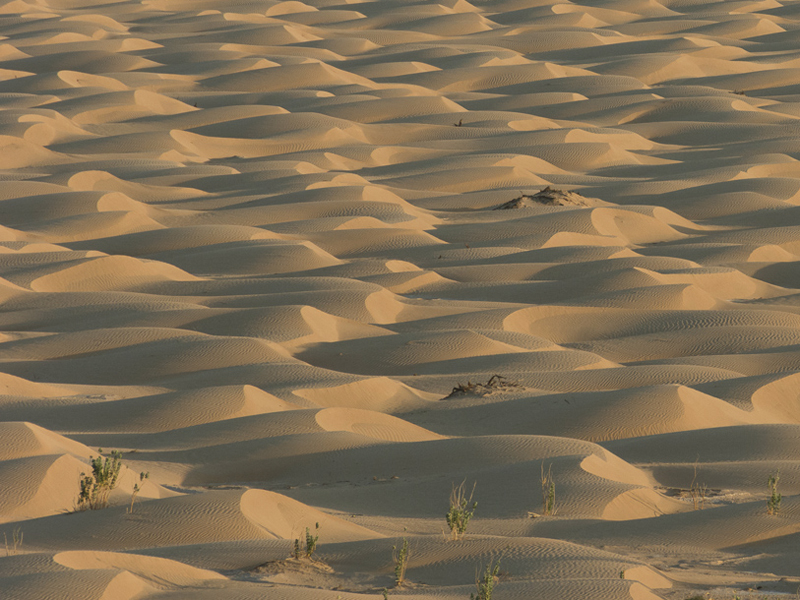
تل‌ماسه‌ها در جنوب ربع الخالی، عمان

آب‌وهوای عمان در مناطق داخلی گرم و خشک و در امتداد کرانه‌ها شرجی است. در دوره‌های قدیم زمین‌شناسی، اقیانوس سطح عمان را پوشانده بود و به این خاطر سنگواره‌های متعدد صدف‌های دریایی و دیگر آبزیان در خاک بیابان‌های این کشور پراکنده‌است.
عمان از مناطق مناسب برای صخره‌نوردی است. بسیاری از صخره‌های سرزمین عمان در کف اقیانوس باستانی تتیس که میان ایران و عمان قرار داشت شکل گرفتند.
شبه‌جزیره مُسَندَم که به کشور عمان تعلق دارد، به‌طور جدا از خاک این کشور در جنوب تنگه راهبردی هرمز قرار گرفته‌است. امارات متحده عربی مسندم را از بقیه عمان جدا می‌کند. تنگه هرمز یکی از مهم‌ترین تنگه‌های جهان است.
کشور عمان همچنین دارای شهرستانی برون‌بومی است بنام شهرستان مدحاء که در خاک امارات متحده عربی واقع شده‌است به‌طوری‌که خاک امارات از چهار جهت این شهرستان را احاطه نموده‌است. جمعیت آن پیرامون ۲٬۶۰۰ نفر است. همچنین دو روستا به نام‌های شیص و نحوه که از توابع امارت شارجه امارات متحده عربی هستند در میان اراضی این شهرستان واقع است.

## تقسیمات کشوری
کشور عمان به نه واحد اداری بخش می‌گردد:
| شماره | استان        | مرکز استان   | تعداد شهرستان‌ها | مساحت (کیلومتر۲) | مسقط ظُفار مُسندم باطنه شرقیه داخلیه وُسطی ظاهره بُرَیمی |
| ۱     | استان مسندم  | خصب          | ۴               | ۱٬۸۰۰            | مسقط ظُفار مُسندم باطنه شرقیه داخلیه وُسطی ظاهره بُرَیمی |
| ۲     | استان بریمی  | بریمی        | ۳               | ۴٬۲۵۵            | مسقط ظُفار مُسندم باطنه شرقیه داخلیه وُسطی ظاهره بُرَیمی |
| ۳     | منطقه باطنه  | صحار - رستاق | ۱۲              | ۱۲٬۵۰۰           | مسقط ظُفار مُسندم باطنه شرقیه داخلیه وُسطی ظاهره بُرَیمی |
| ۴     | استان مسقط   | مسقط         | ۶               | ۳٬۹۰۰            | مسقط ظُفار مُسندم باطنه شرقیه داخلیه وُسطی ظاهره بُرَیمی |
| ۵     | منطقه ظاهره  | عبری         | ۳               | ۴۴٬۰۰۰           | مسقط ظُفار مُسندم باطنه شرقیه داخلیه وُسطی ظاهره بُرَیمی |
| ۶     | منطقه داخلیه | نزوی         | ۸               | ۳۱٬۹۰۰           | مسقط ظُفار مُسندم باطنه شرقیه داخلیه وُسطی ظاهره بُرَیمی |
| ۷     | منطقه شرقیه  | صور- ابرا    | ۱۱              | ۳۶٬۴۰۰           | مسقط ظُفار مُسندم باطنه شرقیه داخلیه وُسطی ظاهره بُرَیمی |
| ۸     | منطقه وسطی   | هیما         | ۴               | ۷۹٬۷۰۰           | مسقط ظُفار مُسندم باطنه شرقیه داخلیه وُسطی ظاهره بُرَیمی |
| ۹     | استان ظفار   | صلاله        | ۱۰              | ۹۹٬۳۰۰           | مسقط ظُفار مُسندم باطنه شرقیه داخلیه وُسطی ظاهره بُرَیمی |

## سیاست

### حکومت
حاکم و بالاترین مقام سیاسی در کشور سلطان عمان است. در سیاست کشور عمان، امور جاری کشور طبق فرامین صادر شده از سوی سلطان اداره و هدایت می‌شود. تمامی سلاطین عمان از خاندان سلطنتی آل‌سعید هستند.
سلطان در تصمیم های خود، از دو مجلس شورا و مجلس سنا مشورت می‌‌گیرد. براساس ماده ۴۱، شخص سلطان رئیس کشور و فرمانده کل نیروهای مسلح بوده، دارای مصونیت است، احترام به او واجب و دستورات او باید اطاعت شود.

در ژانویه ۲۰۲۱،  هیثم بن طارق، سلطان عمان، با صدور فرمانی قانون اساسی این کشور را تغییر داد و برای نخستین بار در تاریخ این کشور رویه‌ای مشخص برای انتصاب ولیعهد تعیین کرد در نتیجه نخستین ولیعهد عمان منصوب شد.

### روابط خارجی

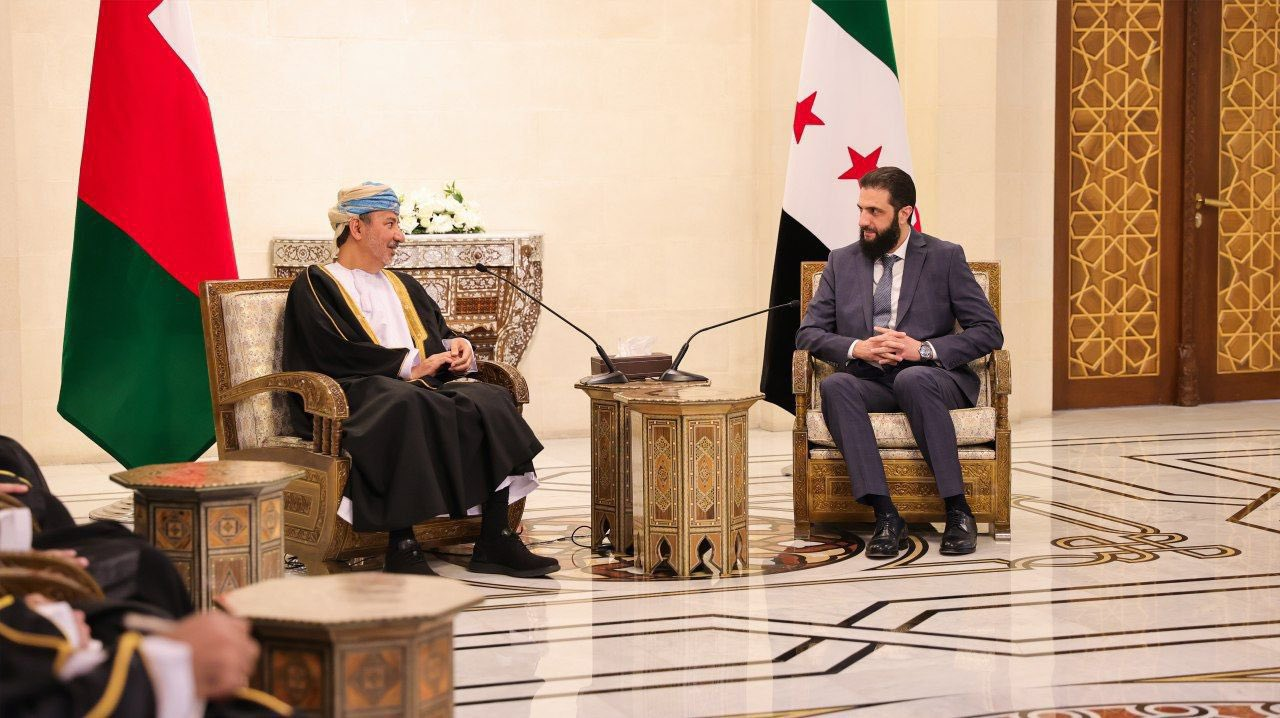
روابط عمان و سوریه، ژانویه ۲۰۲۵

در عرصه سیاست خارجی عمان پیوسته به نوعی از ثبات محافظه‌کارانه در رویکردها و جهت‌گیری‌های بین‌المللی و منطقه‌ای مشهور بوده‌است. با این همه، ثبات و تمایز در سیاست خارجی عمان تا به حدی است که در سی و دو سال گذشته (از آزادسازی خرمشهر به این سو) برخلاف اکثر کشورهای شورای همکاری خلیج فارس کمتر تنشی در مناسبات مسقط و تهران به وجود آمده‌است. داشتن مناسبات نزدیک با تهران برای مسقط این فرصت را هم ایجاد می‌کرده که بتواند استقلال و امکان مانور خود را در برابر عربستان سعودی تا حدی حفظ کند.

### روابط با ایران
اندکی پس از به قدرت رسیدن سلطان قابوس، او با شورش گروهی چپگرا در استان ظفار طی شورش ظفار مواجه شد ولی توانست با حمایت محمدرضا شاه پهلوی و ارتش ایران بر آن‌ها غلبه کند. از همین رو، او بقای تخت و تاج خود را تا حد زیادی مدیون ایران می‌دانست.
بنا به اسناد ویکی‌لیکس، در حالی که در مناقشه بر سر برنامه هسته‌ای ایران بالا گرفت و بیشتر کشورهای عربی از آمریکا درخواست حمله به ایران را داشتند، عمان تلاش داشته تا نقش میانجیگر را بین ایران و آمریکا حتی از پیش از روی کار آمدن دولت باراک اوباما داشته باشد.
علاوه بر سابقه قدیمی روابط دو کشور، این که ایران و عمان بر دو سوی تنگه هرمز مسلط هستند هم عاملی مهم در حسن همجواری آن‌ها به‌شمار می‌رود. ثبات و آرامش این تنگه هم به لحاظ امنیت عمان و هم به دلیل اهمیت آن برای تدوام صدور نفت از خلیج فارس به جهان اهمیت زیادی دارد. همه این‌ها ایجاب می‌کند که مسقط روابط حسنه و عاری از تنشی با تهران داشته باشد و حتی بکوشد تنش‌های بالقوه خطرناک در روابط ایران با سایر کشورها را هم تا حد ممکن کاهش دهد.
همین مناسبات خوب با تهران سبب شده که به خصوص در دهه گذشته عمان نقش میانجیگرانه بی‌بدیل در مناسبات ایران و غرب برای آزادی گروگان‌ها و شهروندان زندانی دو طرف (مانند بازداشت سه شهروند آمریکایی در سال ۲۰۰۹ و آزادی شماری از افراد نزدیک به حکومت ایران از زندان‌های غرب) بازی کند.

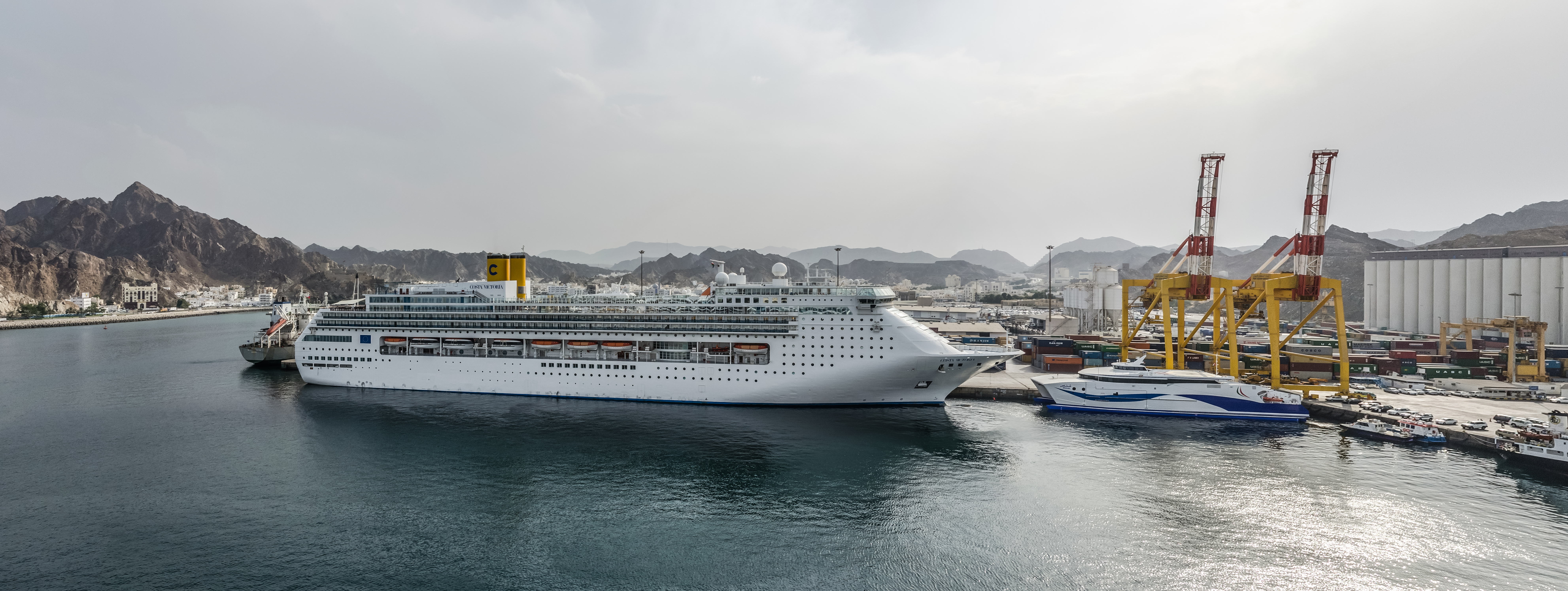
بندر سلطان قابوس

## اقتصاد
کشور عمان با ۵٬۵ میلیارد بشکه ذخایر اثبات شده نفت خام، بیست و دومین کشور در جهان و هفتمین کشور در منطقه خاورمیانه از نظر میزان ذخایر نفت است.
این ذخایر به‌طور عمده در مناطق خشکی شمالی و مرکزی و در میدان‌های کوچک و پراکنده واقع شده‌اند. عمان با تولید حدود یک میلیون بشکه در روز، بیست و پنجمین تولیدکننده نفت خام جهان است. اقتصاد این کشور همانند تعداد زیادی از کشورهای خاورمیانه وابسته به درآمد نفت است. بیش از ۶۷ درصد از درآمد این کشور از صنایع نفت و گاز حاصل می‌شود. هرچند که طبق آمارهای منتشر شده از سوی بانک مرکزی عمان، در سال ۲۰۱۶ تنها ۲۶ درصد از تولید ناخالص داخلی (GDP) این کشور مبتنی بر درآمدهای نفتی بوده‌است. مقصد اکثر محمولات نفت خام صادراتی عمان کشورهای چین، تایلند، کره جنوبی و ژاپن هستند. سامانه خط لوله عمان بیشتر روی تحویل نفت خام به تنها پایانه صادرات نفت این کشور در بندر فحل (میناء الفحل) متمرکز است. مهم‌ترین پروژه راهبردی نفتی این کشور تا سال ۲۰۲۱، طرح احداث یک پالایشگاه ۲۳۰ هزار بشکه‌ای با مشارکت شرکت نفت بین‌المللی کویت (KPI) به ارزش هفت میلیارد دلار، ساخت چندین مجتمع پتروشیمی در مجاورت این پالایشگاه و احداث مخازن ذخیره‌سازی نفت خام تا ظرفیت ۲۰۰ میلیون بشکه در منطقه الدقم است.
کالاهای صادراتی مهم عمان شامل نفت خام، صادرات مجدد کالا، ماهی، فلزات و پارچه است و کالاهای وارداتی مهم آن نیز شامل ماشین‌آلات و تجهیزات حمل و نقل، کالاهای صنعتی مواد غذایی و روغن صنعتی است.
دولت کشور عمان اعلام کرده که به سرمایه گذاران خارجی مالکیت صد در صد داده می‌شود، افراد می‌توانند از وام‌های کلان با بهرهٔ کم استفاده کنند و شرایط اعطای وام به سرمایه گذاران کشور عمان روز به روز بیشتر می‌شود. در کشور عمان معافیت‌های گمرکی برای سرمایه‌گذاری دیده می‌شود و به‌طور کلی وارد کردن تجهیزات صنعتی نیز بسیار مهم است، معافیت‌های گمرکی برای وارد کردن مواد اولیه کارخانه ای کشور عمان به‌طور جدی دنبال شده‌است. ارائه بیمه اعتبارات صادراتی از طریق ضمانت نامه‌های صادراتی نیز دیده می‌شود و آژانس‌های مالی در این کشور رشد بهتری نسبت به سال‌های گذشته داشته‌اند. ورود کشور عمان به سازمان تجارت جهانی و همین‌طور توافق‌نامه‌های تجارتی آزاد در این کشور سبب می‌شود که تأثیر مثبتی بر روی اقتصاد کشور عمان دیده شود. اقتصاد کشور عمان یکی از با ثبات‌ترین کشورهای GCC محسوب می‌شود و نرخ تورم در این کشور، صفر است.
واحد پول این کشور ریال عمان است. هر ریال عمان معادل ۲٫۶ دلار آمریکا و هر دلار معادل ۰٫۳۸۴ ریال عمان است. (آوریل ۲۰۲۲).

## مردم

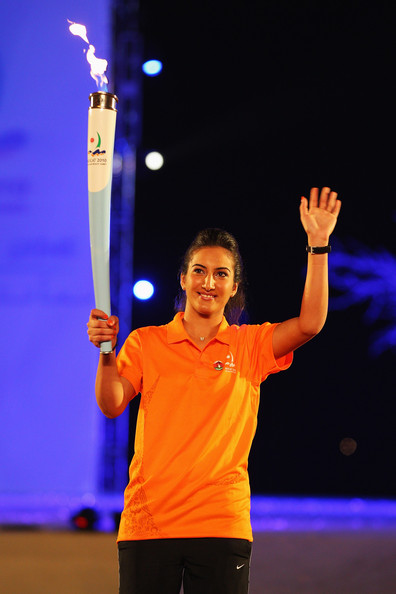
فاطمه النبهانی تنیس‌باز عمانی

جمعیت این کشور حدود پنج میلیون و ۳۱۲ هزار نفر با میانگین سنی ۱۹ سال است. امید به زندگی در عمان برای زنان ۷۶ و برای مردان ۷۱ سال است.
مردم این کشور از نژادهای عرب، بلوچ، آسیای جنوبی (هندی، پاکستانی، سریلانکا، بنگلادشی)، آفریقایی هستند. دین مردم این کشور اسلام است. زبان رسمی آنها عربی است. حدود ۹۱ درصد از مردم این کشور با سواد هستند.
تقریباً تمام عمانی‌ها مسلمان هستند. اکثریت مردم عمان اباضی هستند و پس از آن اهل‌سنت  و تعدادی هم شیعه که در امتداد منطقهٔ آل بیتی و ساحل مسقط زندگی می‌کند.
پیروان مذهب اباضیه اکثریت جمعیت عمان را تشکیل می‌دهند. این گروه از مسلمانان پیرو عبدالله بن اباض تمیمی بوده و در سراسر عمان سکونت گزیده‌اند. اباضیه یکی از مذاهب اسلام است که از جریان خوارج نشأت گرفته‌است. اباضیه مذهب خود را الدعوه، مذهب الحق، فرقه المحقه و فرقه الناجیه می‌خوانند و آن را کهن‌ترین مذهب اسلامی، نزدیک‌ترین مذهب به عصر نبوّت و نزدیک‌ترین مذهب به روح اسلام می‌دانند. اباضیه میانه‌روتر از دیگر گروه‌های خوارج به‌شمار می‌روند و به همین جهت نزدیکترین گروه خوارج به اهل سنت به‌شمار می‌آیند.
اهل سنت دومین مذهب بزرگ عمان در استان جنوبی ظفار و سور و نواحی اطراف آن حضور دارند. شیعیان به عنوان سومین گروه مذهبی عمان خود به سه گروه «عجم‌ها» و «لوایتا» و «بحارنه» تقسیم شده‌اند و بیشتر در امتداد ساحل باطنه و منطقه بین مسقط و مطرح زندگی می‌کنند. مسیحیان نیز در شهرهای مسقط و صلاله سکنی دارند.

این کشور در قرن نهم میلادی به اوج رونق خود رسید و با گذشت زمان این عظمت را از دست داد. اختلافات مذهبی و برخوردهای ناشی از آن که بین سنی‌ها و اباضی‌ها آغاز شده بود به مرور زمان به درگیری‌هایی بین امامت و سلطنت منجر شد.

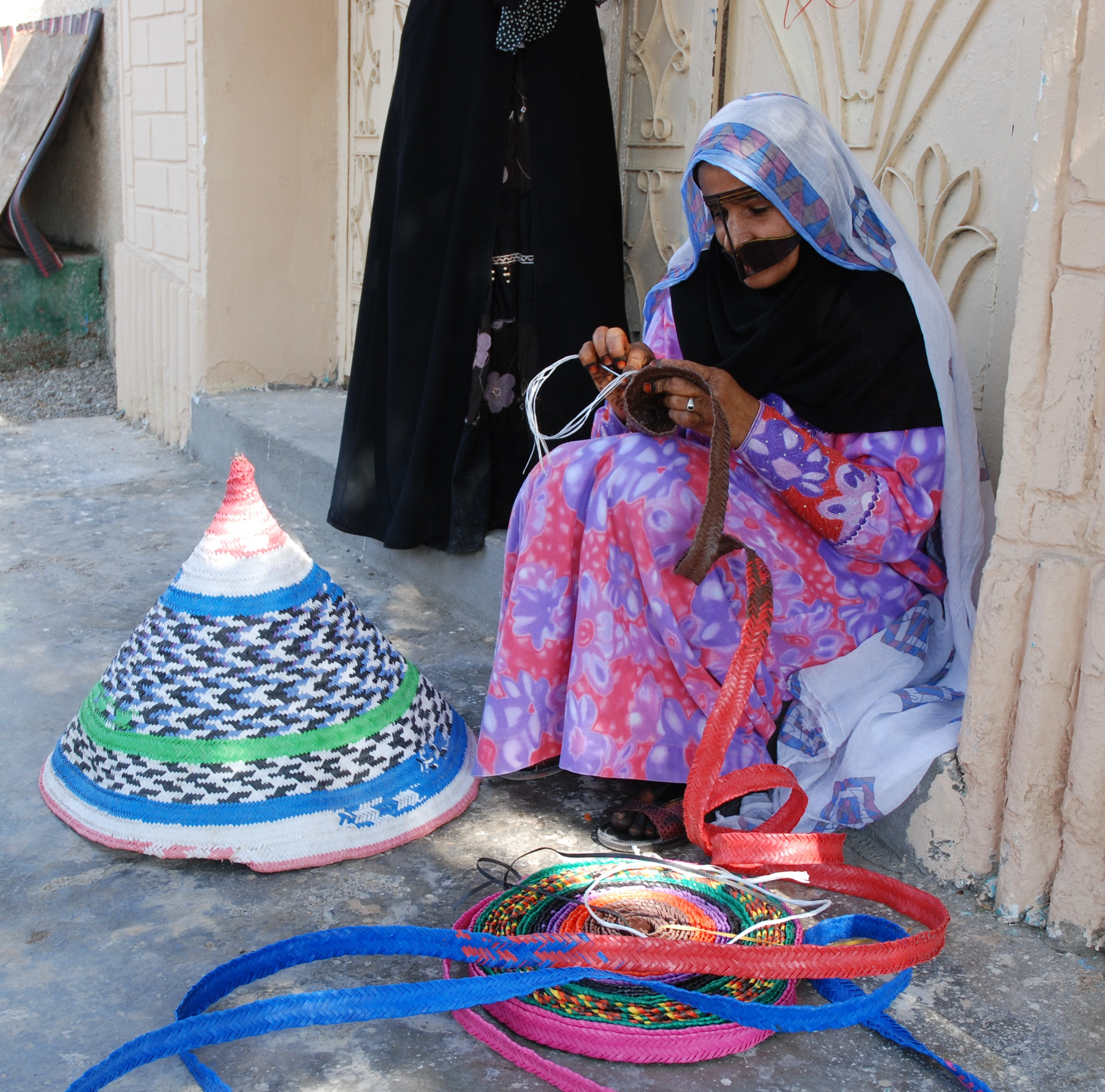
یک زن عمانی با لباس بتوله

با توجه به این که دین رسمی عمان اسلام است سایر ادیان نقشی در ساختار سیاسی کشور ندارند. سلطان قابوس با وجود تلاش برای اداره مملکت به شکلی سکولار توانست تا حدودی در این زمینه به موفقیت دست یابد. از جمله گروه های پرجمعیت غیر عرب زبان عمان بلوچ‌های عمان هستند که ۳۵ درصد از جمعیت بومیان عمان و دومین گروه پر جمعیت پس از اعراب در عمان هستند. در زمان دو سلسله یعرب(۱۶۲۴-۱۷۴۴) و آل بوسعید، بلوچ ها نقش مهمی در دفاع از عمان در برابر پرتغالی ها و شکست دادن پرتغالی ها ایفا کردند و سپس به بلوچ ها از سوی حاکمان عمان نقش‌ها، مسئولیت‌ها و مناصب مختلفی اعطا شد. فتح مومباسا توسط ارتش سلطان عمان که اکثراً بلوچ بودند صورت گرفت. بلوچ ها پیرو مذهب اهل سنت حنفی هستند. آباضیه تنها فرقه بازمانده از خوارج است که در کشورهای مختلف اسلامی پیروانی دارد. به طورکلی از اواسط قرن دوم هجری اباضیه، مذهب اکثریت مردم عمان بود. این سرزمین در طول تاریخ شاهد برخورد سلاطین و امامان بوده‌است که هر کدام به نوبه خود دوره‌های موفقیت‌آمیزی داشته‌اند. لکن با به قدرت رسیدن سلطان قابوس این برخوردها خاتمه یافته و مسئله امامت اباضیه به فراموشی سپرده شده‌است. هرچند امروزه از امامت اباضیه صحبتی در میان نیست ولی پیروان این مذهب در عمان همچنان در اکثریت هستند.

## گردشگری

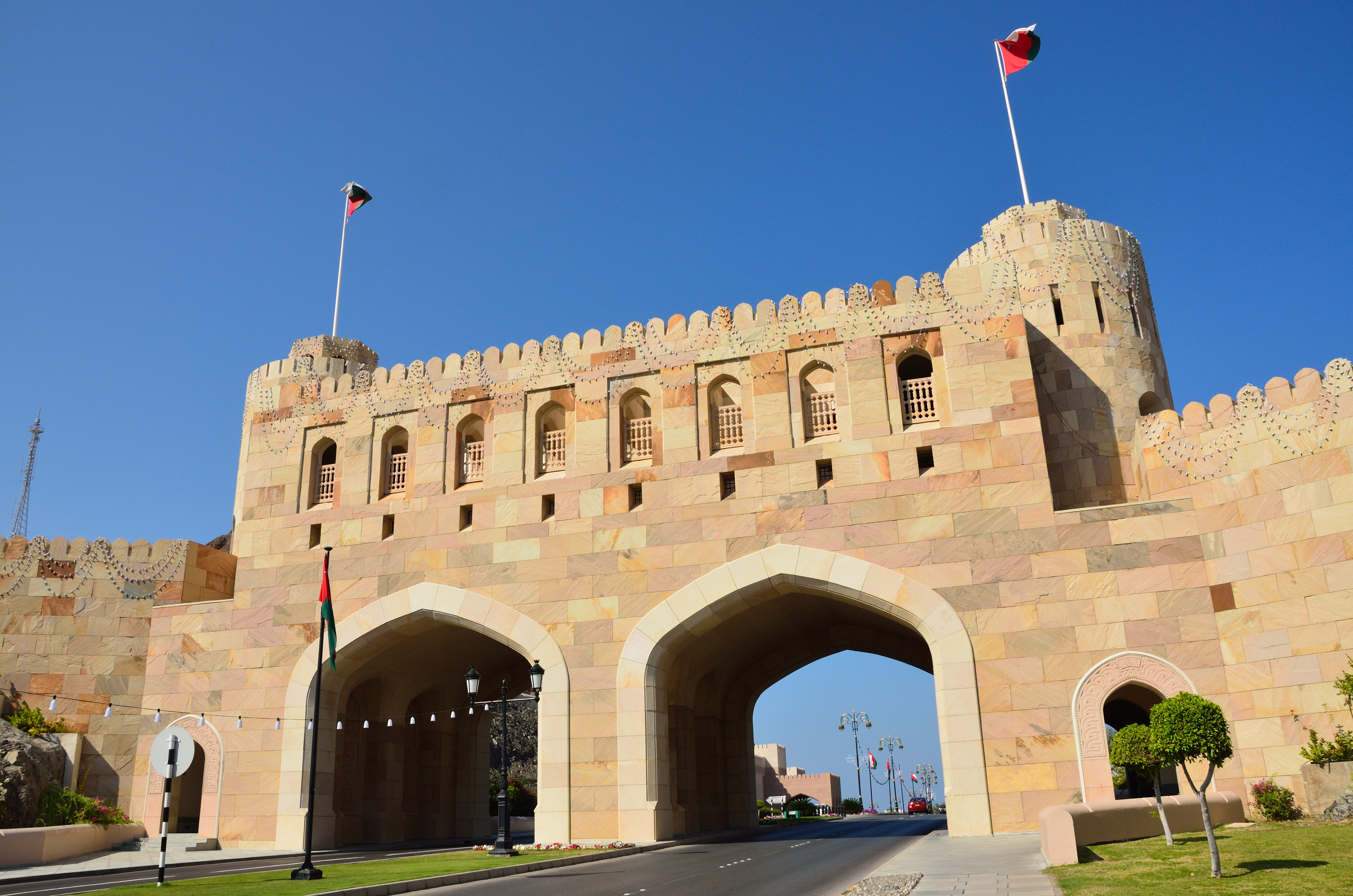
موزه دروازه مسقط

- جزیره مصیره، در سواحل عمان، جزیره مصیره به عنوان یک مقصد منحصر به فرد برای مسافرانی است که در جستجوی خورشید، سواحل، تاریخ و حیات وحش هستند. جزیره مصیره پایگاه هوایی عمان بوده اما شهرهای آن نسبتاً کوچک است. این بدین معنی است که تعداد کمی از مردم در اینجا زندگی کرده و نقاط بسیاری وجود داشته تا شما بتوانید آن را کشف نمایید. در این جزیره برنامه‌های پرطرفداری مانند شنا کردن، بررسی کشتی‌های از کار افتاده، تماشای بیش از ۳۰ هزار لاک پشت که سالانه برای تخم‌گذاری خود به این ساحل می‌آیند. علاوه بر لاک‌پشت‌ها حضور نهنگ‌های کوهان‌دار بر جاذبه‌های زیبای این جزیره افزوده‌است.
- بهلا، یکی دیگر از مکان‌های دیدنی در این کشور شهر بهلا بوده که در عمان واقع شده‌است. بهلا نوعی آبادی در بیابان بوده و برای قرن‌ها به عنوان یک نقطه توقف برای مسافران شناخته می‌شده‌است. این شهر تنها ۴۰ کیلومتر از نیزوا فاصله داشته و همچنین دارای قلعه‌های قدیمی و تاریخی است. فتح بهلا به قرن سیزدهم و زمانی که به‌طور گسترده‌ای تحت کنترل قبیله بانو نبحان قرار داشت می‌رسد. علاوه بر مشاهده قلعه‌های این شهر که از جاذبه‌های دیدنی عمان است، گردشگران می‌توانند دیواره‌های شهر را نیز در نزدیکی ساحل مشاهده نموده که در حدود ۷ مایل طول دارند.
- صلاله، در جنوب عمان واقع شده و این مقصد گاهی به عنوان شهر دوم مسقط نیز شناخته می‌شود. صلاله امروزه به خصوص بسیار مهم است. این شهر خانه سلطان قابوس را در خود جای داده که از سال ۱۹۷۰ پادشاه عمان است. در بازدید از این شهر شما می‌توانید قصر باشکوه قابوس را مشاهده کرده و همچنین معماری قدیمی را در شهر هافا مشاهده نمایید. این منطقه به عنوان تجارت کندر شناخته می‌شده‌است بنابراین مطمئن شوید که برخی از آن‌ها را به عنوان سوغاتی از بازارهای هافا تهیه نمایید. از ماه‌های ژوئن تا اوت ابرهای باران زا از هندوستان به این منطقه رسیده و در نتیجه مناطق ساحلی اطراف را سرسبز کرده و آبشارها و جریان‌های فصلی را ایجاد می‌نماید.
- جبل اخضر می‌توان به کوه‌های سبز ترجمه کرده و این بخشی از کوه‌های حجر است. این منطقه که از جاذبه‌های دیدنی عمان است همدتا از سنگ آهک تشکیل شده و دارای بالاترین نقطه در این کشور است. با اینکه جنگل‌های سرسبزی در این منطقه وجود ندارد اما ارتفاع بالای آن باعث شده تا دما پایین آمده و کشاورزی رشد بیشتری داشته باشد. این منطقه اکنون حفاظت شده‌است و شما می‌توانید با عبور از طریق تراس‌های زیبا به پیاده‌روی پرداخته و حتی درختان میوه را نیز مشاهده نمایید. ممکن است در صحرای عمان پیاده‌روی فعالیت جذابی به نظر نرسد اما در جبل اخضر یک سرگرمی قابل توجه است.
- راس الجینز در شرق کشور عمان راس الجینز واقع شده‌است. اینجا یک مرکز برای جمع‌آوری و محافظت از لاک پشت‌هایی است که در اقیانوس هند وجود دارد. اگر در طول تابستان یا در بین ماه‌های می و اکتبر از این مکان بازدید نمایید می‌توانید لانه‌های لاک پشت‌ها را در امتداد ساحل مشاهده کرده و حتی لاک پشت‌های کوچکی که به سوی اقیانوس هند می‌روند را نیز ببینید. بازدید از منطقه لاک پشت‌ها می‌تواند یک سفر یک روزه از مسقط باشد اما اکثر بازدیدکنندگان تصمیم می‌گیرند تا شب را نیز در آنجا گذرانده و از مکان‌هایی مانند موزه این منطقه نیز دیدن نمایند.
- فلات مسندم، شبه جزیره مسندم شمالی‌ترین بخش عمان بوده و توسط امارات متحده عربی از بقیه کشور جدا شده‌است. بخش‌هایی از این منطقه جدا شده و مدت‌ها به عنوان ساکنان روستاهای کوهستانی و جوامع ساحلی زندگی می‌کنند. فلات‌های مسندم که از جاذبه‌های دیدنی عمان است تا شمال کشیده شده و چشم‌اندازهای زیبایی را ارائه می‌نماید.
- نزوی، در قرن ششم و هفتم شهر نیزوا به عنوان پایتخت عمان شناخته می‌شده‌است. امروزه این شهر به دلیل قلعه شگفت‌انگیز قرن هفدهمی سلطان بن سیف ال یعربی شناخته می‌شود. هرچند بخش‌هایی از قلعه به قرن نهم بازمی‌گردد. یکی از جاذبه‌های دیدنی عمان در قلعه نیزوا برج استوانه ای شکل آن است. قلعه دارای یک مکانیزم دفاعی جالب از جمله تله‌های عسل و پنجره‌های غیر معمول بوده که برای تیراندازی به دشمنان در هنگام نزدیک شدن مورد استفاده قرار می‌گرفته‌است. این بنا همچنین دارای موزه ای است که زندگی عمانی‌ها را در قرن هفدهم نمایش می‌دهد.
- مسجد سلطان قابوس، یکی از بزرگ‌ترین مساجد دنیای عرب در شهر مسقط عمان واقع شده‌است. معماری منحصربه‌فرد و وجود آثار بسیار ارزشمند، نام مسجد سلطان قابوس را بر سر زبان‌ها انداخته‌است. مناره‌های مسجد با معماری بسیار خاص ساخته شده‌اند و گنبد ۵۰ متری آن نیز از جنس طلا است. پس از ورود به مسجد نیز با شگفتی‌های فراوان روبه‌رو خواهید شد، فرش ایرانی نفیس که تا مدت‌ها بزرگ‌ترین فرش دنیا به حساب می‌آمد در مسجد سلطان قابوس نگه‌داری می‌شود. همچنین لوسترهای بزرگ با تزیینات مخصوص خود، شکوه و ابهت این بنای ارزشمند را چندین برابر کرده‌اند. سالن‌های متعددی در این مسجد وجود دارد که هریک اختصاص به مراسم خاصی دارند. سالن اصلی نمازگزاران با گنجایش بیش از ۲۰۰۰۰ نمازگزار و همچنین سالن کتابخانه مدرن این مسجد.
- موزه دروازه مسقط، که هدف از تأسیس آن، معرفی تاریخ و معماری کشور عمان با تمرکز روی شهر مسقط است. در آنجا سیستم آبیاری کشور با نام افلاج به نمایش گذاشته شده‌است.
- کویر وهیبه، این بیابان از توابع استان منطقه شرقی است و یکی از نقاط دیدنی سلطنت عمان به‌شمار می‌آیند. کویر وهیبه در امتداد خلیج مصیره قرار دارد به طول ۱۸۰ کیلومتر و عرض ۸ کیلومتر در استان منطقه شرقی. در کویر وهیبه جاهایی برای سر خوردن یا اسکی بر روی شن وجود دارد، در این مناطق شنهای ریزی وجود دارد که گردشگران به سوی خود می‌کشاند. رمال آل وهیبه نرمترین تپه‌های شنی در دنیا دربردارد. گردشگران بسیاری تجربه سافاری در عمان را با دیدن این کویر زیبا به خاطر می‌سپارند.
- مسفاة العبریین، این روستای کوهستانی از ساختمان‌های سنگی ساخته شده که سایه‌هایی به رنگ نارنجی و قهوه ای دارد و همانند روستاهای کوهستانی ایتالیا است، شاید انتظار تماشای چنین جاذبه ای را در شبه جزیره عربی نداشتید. این روستای کوهستانی نمونهٔ خوبی از زندگی کوهستانی به‌شمار می‌رود.
- قلعه رفصه، یکی از مشهورترین قلعه‌های شهرستان صور به عربی ولایة صور، از توابع منطقه شرقی در کشور پادشاهی عمان است، ویکی از جاذبه‌های گردشگری عمان به‌شمار می‌آید.
- غار مجلس الجن، این فِرتورهای زیبا مربوط به غار انجمن جن‌ها کهف مجلس الجن است، این غار که در فلات سلما در کشور عمان واقع شده و یکی دیگر از جاذبه‌های گردشگری عمان محسوب می‌شود، در سال ۱۹۸۳ میلادی توسط دان دیویدسون، زمین‌شناس مشهور، کشف شد که اکنون عنوان دومین غار عمیق جهان را گرفته‌است.
- قلعه نخل، قلعه نخل یکی از محکم‌ترین قلعه‌های کشور پادشاهی عمان است. این قلعه در شهرستان نَخل ودر منطقهٔ باطنه واقع شده‌است، ویکی از نقاط دیدنی سلطنت عمان به‌شمار می‌آیند. قلعه نخل یکی از بارزترین معالم أثری و گردشگری در منطقهٔ باطنه است.
- قنات‌های قدیمی، قنات‌های قدیمی معروفی که بیش از ۲۰۰۰ سال قدمت دارند به نام‌های دریس، الخطمین، الملکی، المیائر، و الجیلا از منابع آبی بسیاری از شهرها و روستاهای عمان هستند که به خاطر سیستم منحصر به فرد این پنج قنات در سال ۲۰۰۶ به عنوان میراث جهانی ثبت شدند.
- بازار مطرح، یکی از قدیمی‌ترین بازارهای جهان عرب است. در گذشته اینجا تنها یک بازار کوچک در نزدیکی بندر بود و منابع مورد نیاز مردم عمان را تأمین می‌کرد. اکثر این کالاها وارداتی بودند و نیازهای ساده مردم دهه ۱۹۶۰ را برآورده می‌نمودند. امروزه می‌توان در این بازار مخلوطی از غذاهای عمانی، نقاشی‌ها، خنجر، آثار چرمی و حتی کالای خانگی، کفش و لباس تهیه کرد. بازار ماهی و کاخ العالم نیز در همین نزدیکی قرار دارند.
- وادی شاب، یکی دیگر از جاذبه‌های مهم و دیدنی تور عمان «وادی شاب» با استخرها، صخره‌ها و غارهای شگفت‌انگیز است. برای لذت بردن از این جاذبه طبیعی باید کمی از نظر فیزیکی توان عبور از مسیرهای ناهموار و صخره‌ای را داشته باشید؛ حتی گاهی نیاز به عبور از آب‌های کم عمق و شنا خواهد بود. رسیدن به آخرین و جذاب‌ترین بخش این گردش باورنکردنی، تنها از طریق شنا کردن امکان‌پذیر است.
- دژ نخل، این دژ بیش از ۱۰۰۰ سال قبل در سلطنت عمان ساخته شد. دور تا دور دژ نخل را نخلستان‌ها احاطه کرده‌اند. این سازه دفاعی قدیمی و مشهور در دوران حیات خود شاهد جنگ‌های بی‌شماری بوده‌است. اگر از برج‌های مراقبت بالا بروید، با مناظری دیدنی و شگفت‌انگیز از درختان و فضای اطراف روبه‌رو می‌شوید. اخیراً این سازه مورد بازسازی‌های قرار گرفته‌است.
- جزایر دیمانیات، دیمانیات یکی از بهترین مناطق غواصی در عمان است. در یک روز خوب وضوح منظره زیر آب ۱۵ تا ۲۰ متر خواهد بود. هیچ‌کس در این جزایر زندگی نمی‌کند و تنها در آن پرندگان و جانوران دریایی با آب‌هایی زلال را می‌بینید. سواحل این جزیره‌ها با شن‌های سفید و با صدای آرام دریا، یک بهشت واقعی را می‌سازند.
- قصر سلطان، اگر شما بایستید کنار دیوار بندرگاه در خیابان می‌رانی، ساختمانی که سمت راست شما قرار دارد با ستون‌های قارچ مانند آبی و طلایی، قصر سلطان است. در سمت داخلی، یک خیابان از درختان نخل منجر به یک میدان احاطه شده توسط ساختمان دربار سلطنتی بزرگ و موزه ملی جدید است. اگر چه کاخ به روی عموم بسته‌است، شما می‌توانید در مقابل دروازه، برای گرفتن یک عکس یادگار توقف کنید. این کاخ برای سفارت بریتانیا ساخته شده بود امروزه به‌طور عمده برای اهداف تشریفاتی استفاده می‌شود.
- موزه بیت الزبیر، در یک خانه زیبای بازسازی شده، این موزه که متعلق به بخش خصوصی است، میراث عمانی را در نمایشگاه‌های موضوعی مانند صنایع دستی سنتی، مبلمان، تمبر و سکه‌ها به نمایش درآورده است. این موزه که به تازگی به مرکز فرهنگی مسقط تبدیل شده‌است بسیاری از نمایشگاه‌های بین‌المللی هنر معاصر را در گالری ساراح را میزبانی می‌کند. یک کافه مدرن و یک مغازه فروش سوغاتی با کیفیت، نیز در این موزه وجود دارد که اغلب بازدید کنندگان را جذب می‌کنند. اگر از کافه دیدن کردید، نگاهی به برج باد بیندازید که چگونه ساختمان‌های قدیمی در مسقط با حرارت قبل از اختراع تهویه مطبوع مدرن مقابله می‌کردند.
- موزه ملی عمان، موزه ملی در یک ساختمان جدید زیبا و با ابهت در قلب قدیمی مسقط در کنار کاخ سلطان قرار گرفته‌است. تأکید این موزه معاصر بر کیفیت به جای کمیت است، با فضا، نور و ارتفاع مناسب استفاده شده برای افزایش جلوهٔ آثار به نمایش گذاشته شده در ویترین‌ها به گونه ای آثار باستانی عمان را نشان می‌دهد که گویی زنده هستند.
- موزه نیروهای مسلح سلطان، با وجود نام این موزه بسیار عالی به مراتب بیشتر از نمایش سخت‌افزارهای نظامی است. این مجموعه که در سال ۱۸۴۵ به عنوان خانه تابستانی سلطنتی ساخته شده‌است، اما بیشتر به عنوان مقر نیروهای مسلح سلطان ساخته شده‌است. اتاق‌های پایین‌تر، تاریخچه عمان را شرح می‌دهند، در حالی که اتاق‌های فوقانی به بررسی روابط بین‌المللی و قدرت نظامی کشور می‌پردازد. یک مدل کانال آبیاری در خارج از موزه نیز وجود دارد که ارزش بازدید دارد تا مهندسی باستانی عمان را ببینید.
- قلعه الجلالی فورت، قلعه الجلالی در زمان اشغال پرتغالی در دهه ۱۵۸۰ ساخته شد. قلعه فقط از طریق یک پرواز در دسترس است. به همین ترتیب، چندین سال از آن به عنوان زندان استفاده می‌شد، اما اکنون موزه ای از میراث عمانی است. پذیرش بازدید کنندگان فقط از طریق پذیرش در صفحه تماس در وب سایت وزارت میراث و فرهنگ عمان امکان‌پذیر است. در مناسبت‌های نظامی کاخ، کشتی‌های سلطنتی و قایق‌های تفریحی به‌طور کامل به بندر می‌روند. با استفاده از آتش بازی نورهای منعکس شده در آب منظره ای دیدنی را به وجود می‌آورد.
- سیتی سنتر، یکی از مراکز خرید عمان مرکز خرید سیتی سنتر است که فرصتی فوق‌العاده را پیش روی شما قرار می‌دهد، چرا که این مجموعه حدود ۱۵۰ فروشگاه را در بر می‌گیرد، و همه نوع کالایی مانند لباس، عطر، لوازم آرایشی و بهداشتی و محصولاتی برای مد و زیبایی در آن پیدا می‌شود. مرکز خرید سیتی سنتر که در مرکز شهر مسقط پایتخت عمان قرار گرفته‌است، از محبوب‌ترین مراکز خریدهای شهر محسوب می‌شود، چرا که از نظر جغرافیایی موقعیت بسیار مناسبی دارد و فروشگاه‌های آن تنوع زیادی در ارائه کالا دارند.
- وادی بنی خالد، نام دره‌ای است در کشور پادشاهی عمان، ویکی از نقاط دیدنی سلطنت عمان به‌شمار می‌آید. این دره در استان منطقه شرقی واقع است.
- حصن الخندق، یکی از قلعه‌های تاریخی کشور پادشاهی عمان است، و یکی از نقاط دیدنی عمان به‌شمار می‌آید. این قلعه در شهرستان بریمی به عربی از توابع استان ظاهره واقع شده‌است. دور تا دور قلعه خندقی حفر شده‌است، گویا در دوران قدیم خندق پر از آب می‌کردند که دشمن نتواند به آسانی به قلعه دست یابد. تاریخ بنای قلعه به دوران پیش از اسلام بر می‌گردد.
- قلعه رستاق، یکی از قدیمی‌ترین قلعه‌های کشور پادشاهی عمان ویکی از نقاط دیدنی سلطنت عمان است. قلعه رستاق برفراز تپه‌ای درپایهٔ کوه جبل اخضر در حاشیه سهل باطنه در نزدیکی شهرستان رستاق ولایت الرستاق در استان باطنه عمان واقع شده‌است.
- قلعه می‌رانی و قلعه جلالی دو قلعه از مشهورترین قلعه‌های کشور پادشاهی عمان هستند، و از نقاط دیدنی سلطنت عمان به‌شمار می‌آیند. این قلعه در مدخل خلیج عمان و در استان مسقط واقع شده‌است. این قلعه قبل از اینکه پرتغالی‌ها به عمان برسندتوسط قبیله آلهوتی بنیان‌گذاری شده‌است و مانند یک برجی بزرگ ساخته بودند. در سال ۱۵۸۸ میلادی پرتغالی‌ها قلعه بازسازی نمودند و قسمت‌هایی به آن اضافه نمودند، مانند جای پرتاب توپ و توپخانه و انبار ذخیره و مهمات، وجایی برای عبادت و مقر استقرار فرمانده و نگهبان. اما در عهد الامام احمد بن سعید البوسعیدی مؤسس الدوله البوسعیدیه در قرن هیجدهم و همچنین در عهد نوه أش السید سعید بن سلطان قلعه به شکلی که حالا دیده می‌شود بازسازی شده‌است.
- جبل شمس، نام رشته‌کوهی است در شهرستان حمراء از توابع استان منطقه داخلیه در کشور پادشاهی عمان، ویکی از نقاط دیدنی سلطنت عمان به‌شمار می‌آیند. جبل شمس کوهی است به ارتفاع ۱۲ هزار قدم از سطح زمین. ساکنان منطقهٔ جبل شمس به خود می‌بالند که در این مکان زیبا زیسته‌اند و در آن زندگی می‌کنند، و احساس خوشبختی می‌کنند که دارای آب وهوایی لطیف هستند، وروستاشان از ثمرهای وفیر درختان مرکبات و میوه‌های گوناگون برخوردار است. همچنین روزانه شاهد طلوع و غروب آفتاب از قلهٔ این کوه سربفلک کشیده هستند.

## امنیت

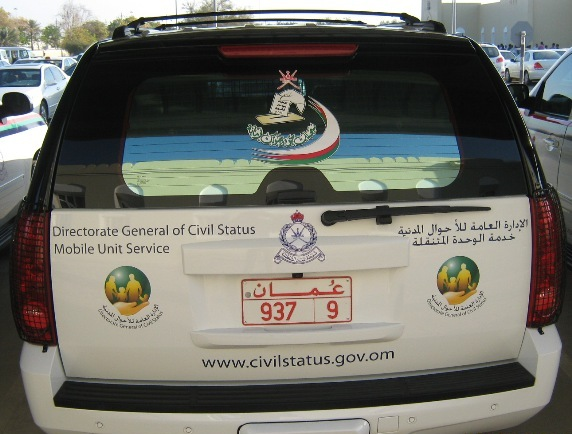
خودرو پلیس در عمان، ۵ ژانویه ۲۰۱۱

### عمومی
عمان یکی از امن‌ترین کشورهای جهان است. بر اساس پژوهش‌های انجام شده در عمان میزان عملیات تروریستی نیز بسیار کم است.

### مالی و اقتصادی
نرخ رشد تولید ناخالص داخلی سالانه در کشور عمان در ابتدا ۰/۹- درصد بوده و پس از مدتی به ۱۲ درصد رسیده‌است. اینطور که مشخص است وضعیت تولید ناخالص داخلی ۷۹٫۲۹ میلیارد دلار است و مشخص است که سیستم خرید و فروش در کشور عمان در سال‌های اخیر تغییراتی داشته‌است. تولید ناخالص داخلی به قیمت‌های ثابت در کشور عمان، ۲۸۴۸۱٫۶ میلیون ریال ارزیابی شده و تشکیل سرمایهٔ ثابت ناخالص در کشور عمان، ۷۸۴۷٫۷ میلیون ریال عمان برآورد شده‌است. تولید ناخالص داخلی از کشاورزی در این کشور، ۶۷۰٫۲ میلیون ریال عمان اعلام شده‌است. اینطور که مشخص است ساخت و ساز در کشور عمان نیز در ابتدا ۲۱ درصد بوده و سپس ۲۲ درصد ارزیابی شده‌است. وضعیت تولید ناخالص داخلی از ساخت در کشور عمان نیز ۱۷۱ میلیون ریال عمان برآورد شده‌است. تولید ناخالص داخلی از اداره امور عمومی در کشور عمان نیز به ۳۷ درصد رسیده‌است، تولید ناخالص داخلی از خدمات نیز در وضعیت ۱۴ درصدی دارد و مشخص است که سیستم حمل و نقل عمومی در این کشور ۱۶ درصد بیشتر است. وضعیت خدمات رفاهی در کشور عمان با رتبه ۵۶ درصدی خود ثابت باقی مانده‌است. تغییرات موجودی انبار در کشور عمان، ۹۹۳٫۸ میلیون ریال عمان اعلام شده و وضعیت سرعت اینترنت در کشور عمان ۴۹۲۷٫۰۳ کیلوبایت بر ثانیه است. اینطور که مشخص شده‌است آدرس آی پی‌ها نیز رشد خوبی در وضعیت اقتصادی ایجاد کرده‌است، رتبه‌های رقابتی نیز از ۶۱ به ۴۷ رسیده‌است. وضعیت ثبت خودرو در این کشور ۱۴ درصد بیشتر از قبل شده‌است و تولید الکتریسیته نیز ۳۰۴۲٫۹ گیگاوات بر ساعت است. نرخ مالیات شرکت در کشور عمان در ابتدا ۱۲ بوده که امروزه این نرخ در وضعیت ۱۵ درصد دیده می‌شود. نرخ مالیات درآمد شخصی ۰ اعلام شده و کشور عمان در زمینه نرخ مالیات بر فروش نیز رقم ثابت ۰ را نگه داشته‌است.

### تعادل کار و زندگی
کشور عمان طبق اعلام سایت اینترناتیونس جزو ۱۰ کشور برتر جهان از نظر تعادل کار و زندگی است. سایر کشورها دانمارک، سوئد، امارات و کانادا هستند.

## بهداشت و درمان

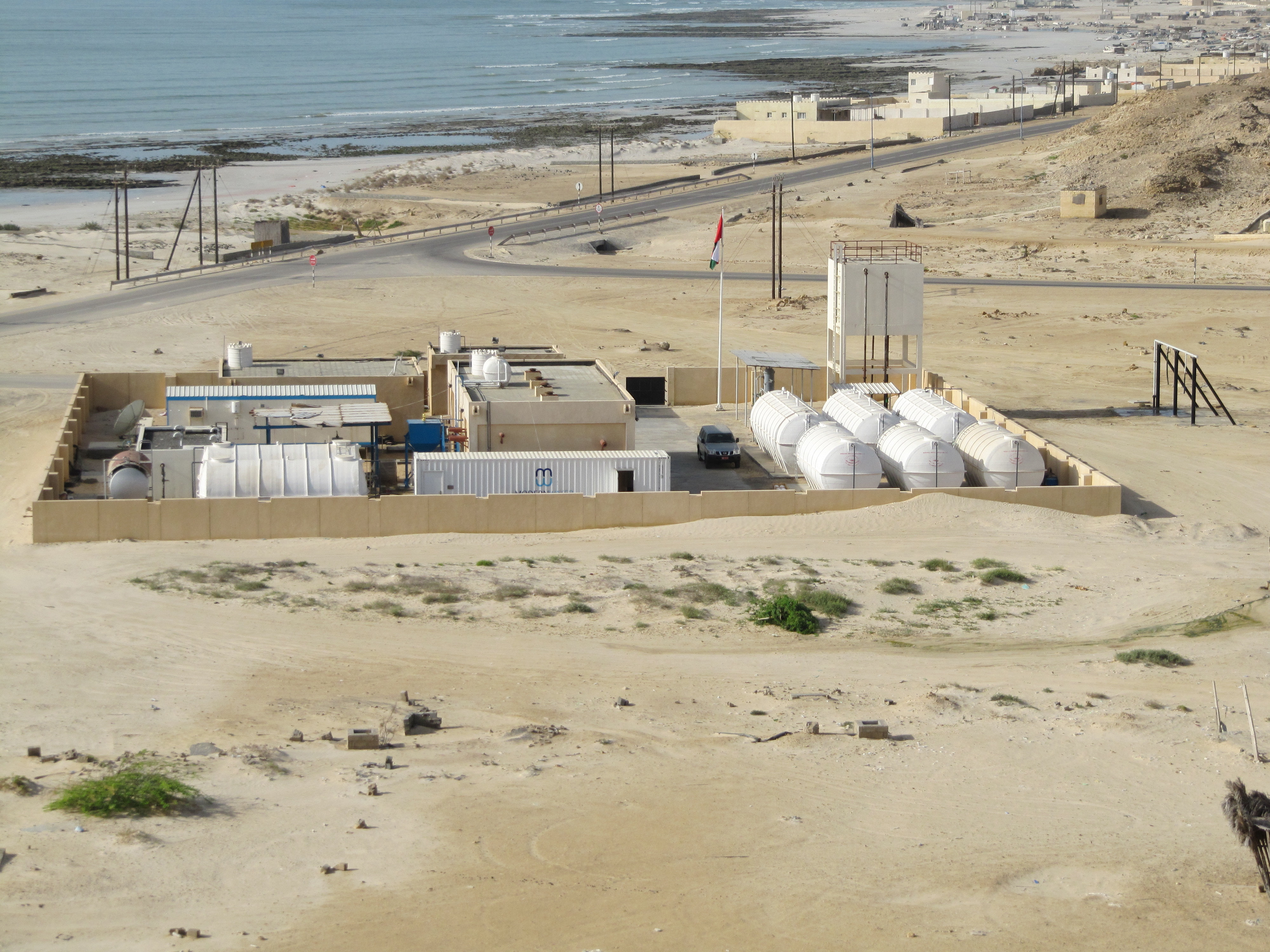
تصفیه آب با فناوری اسمز معکوس (Forward Osmosis) مدرن شرکت Modern Water که به صورت کانتینری ساخته شده و در منطقه الخلوف عمان مستقر است.

در کشور عمان، استاندارد عمومی بهداشت و درمان در هر دو بخش خصوصی و دولتی بالاست. همانند بسیاری از کشورها در این کشور نیز بخش خصوصی ترجیح داده می‌شود.
سیستم بهداشت و درمان جهانی ارائه شده در عمان برای شهروندان در زمان مراجعه به مراکز درمانی رایگان و برای مهاجران و اتباع خارجی با نرخ یارانه‌ای است. همچنین ارائه خدمات با نظارت کامل وزارت بهداشت همراه است که بخشی ازاین نظارت، آزمایشگاه کنترل کیفیت است که ایمنی و کیفیت داروها را کنترل می‌کند.

## فرهنگ و هنر

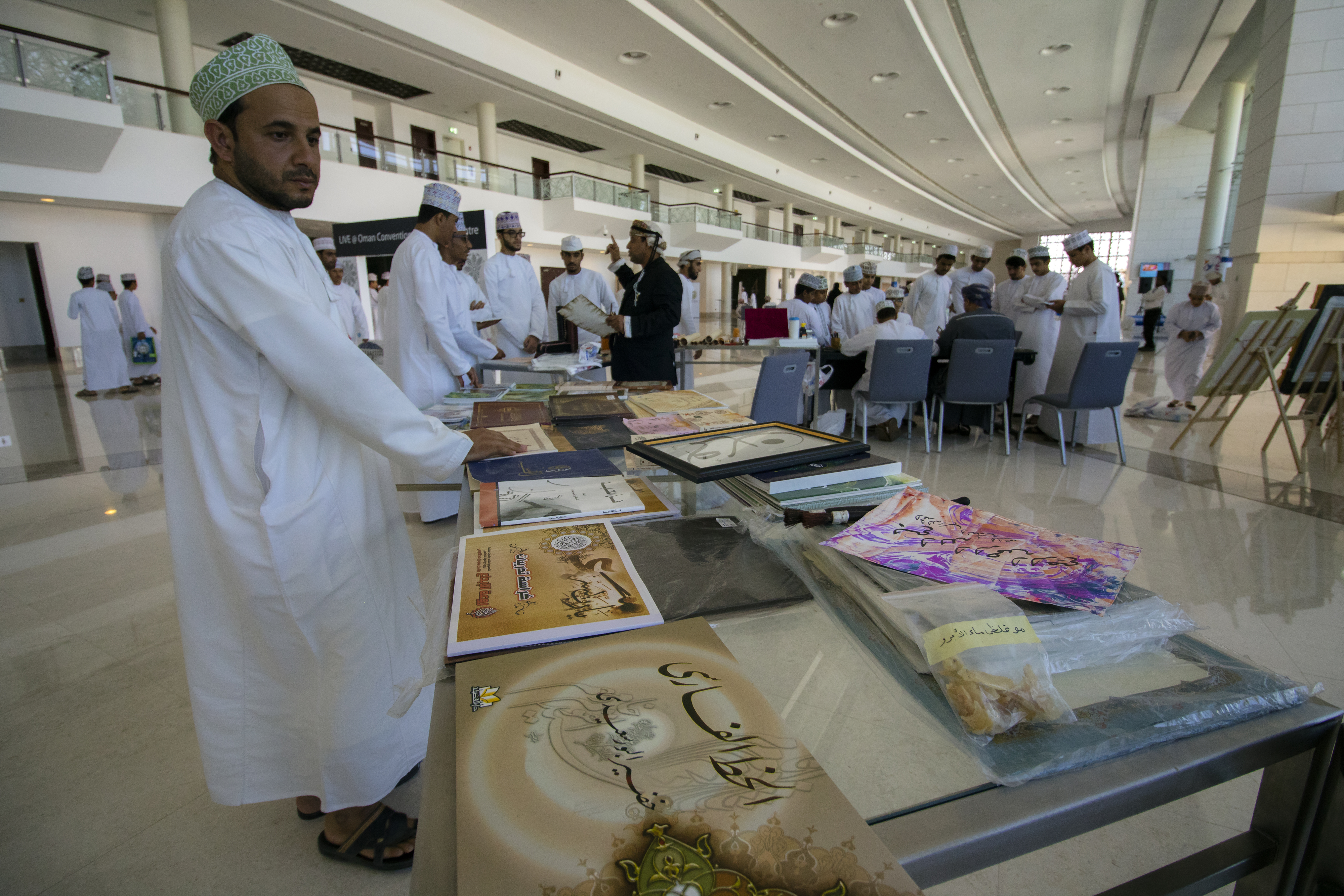
فروش کتاب‌های آموزش خوشنویسی از جمله خط فارسی در نمایشگاه بین‌المللی مسقط پایتخت کشور عمان

مردم عمان علاقه زیادی به خطاطی دارند و اغلب خوش خط هستند، نوشتن آیه‌های قرآنی به شکل مختلف بخشی از فرهنگ و هنر مردم عمان محسوب می‌شود. بانوان علاقه زیادی به نقاشی با قلم‌های سیاه دارند و آقایان نیز معتقد هستند که هنر در عمان ارزش مخصوص به خود را دارد. آقایان به هنر نوازندگی اهمیت می‌دهند و موسیقی‌های سنتی عمان در دنیا شهرت دارد. زیورآلات طلا و نقره، خنجرهای معروف عمانی، پارچه‌های دست‌باف، فرش و سبد از جمله صنایع دستی این کشور است.

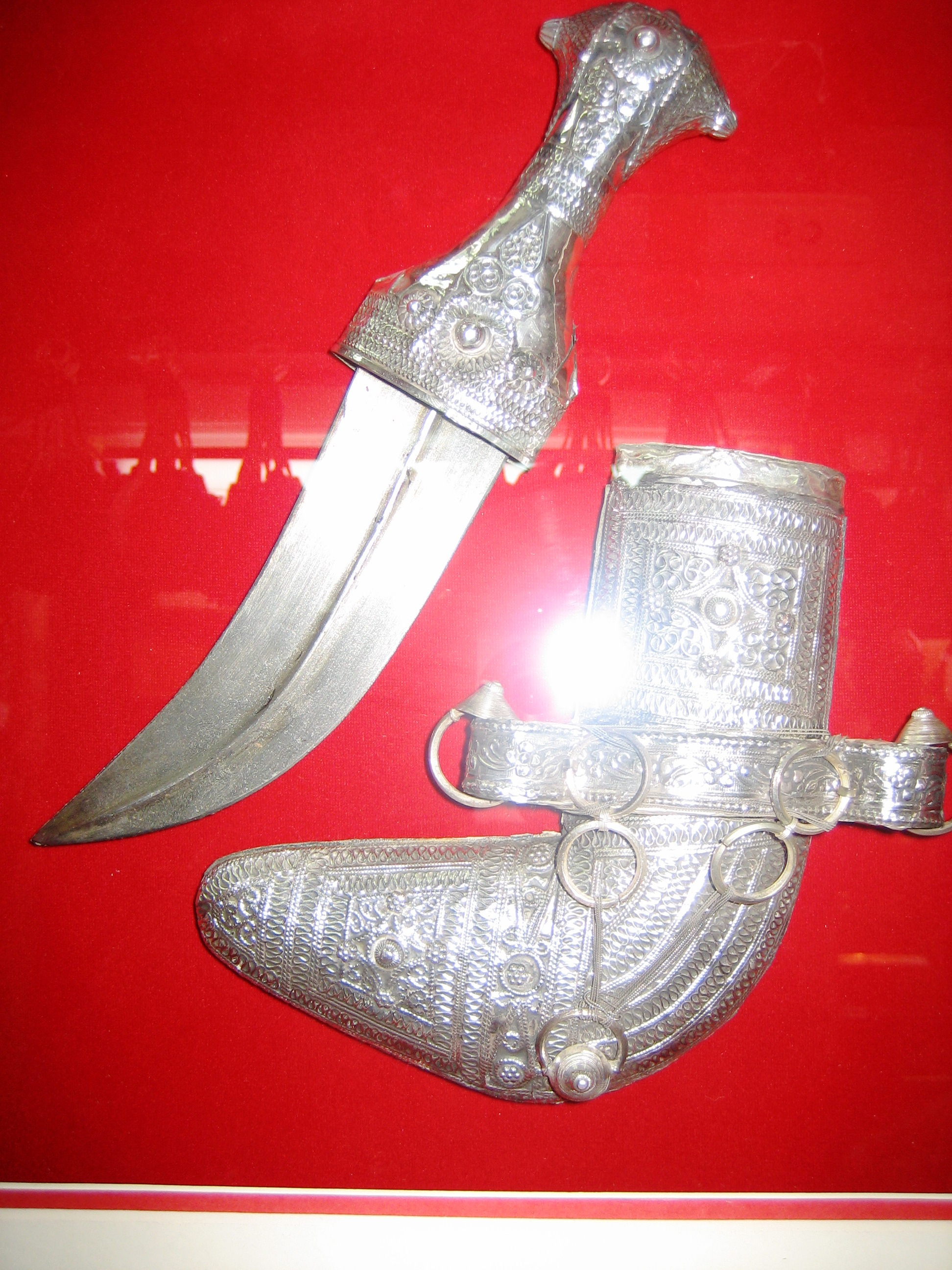
خنجر عمانی

سلطان کشور عمان یعنی سلطان قابوس، برای تاریخ و میراث فرهنگی این کشور اهمیت زیادی قائل می‌شد و تأسیس موزهٔ ملی، یکی از بزرگ‌ترین دستاوردهای او در این زمینه به حساب می‌آید. در واقع دستور ساخت این موزه در سال ۲۰۱۳ داده شد و در سال ۲۰۱۶ از آن رونمایی کردند. بازدید از آن برای افراد معلول، کودکان و دانشجویانی که نهایتاً ۲۵ سال دارند، رایگان است. البته مورد آخر، همیشگی نیست و بهتر است خودتان قبل از مراجعه آن را دوباره چک کنید. ساختمان موزهٔ ملی در مجموع، ۱۳٬۷۰۰ متر مربع وسعت دارد که ۴٬۰۰۰ متر مربع آن به سالن‌های نمایش اختصاص داده شده‌است. تعداد این سالن‌ها به ۱۴ مورد می‌رسد و نمایشگاه‌های مختلفی از جمله «گالری افلاج»، «سرزمین و مردم»، «عمان و جهان»، «شکوه و جلال اسلام»، «تاریخ دریایی»، «زره و سلاح» و «گالری رنسانس» را دربر می‌گیرد. علاوه بر آن، ناحیه‌ای ۳۷۶ متر مربعی نیز به گالری نمایشگاه‌های موقتی در این موزه اختصاص دارد. اولین «مرکز آموزشی» کاملاً مجهز کشور عمان نیز در موزهٔ ملی قرار گرفته که مکان مناسبی برای تعلیم افراد در تمام سنین، به خصوص کودکان و دانش‌آموزان است. تجهیزات مربوط به نگهداری و مرمت آن هم مطابق استانداردهای «انجمن موزه‌های بین‌المللی» طراحی شده‌اند.
یکی دیگر از موردهای فرهنگی عمان، یکی از شاهکارهای معماری که با تلفیقی از سنت و مدرنیته ساخته شده خانه اپرای مسقط است که در کشور عمان قرار دارد. دستور ساخت این جاذبه در سال ۲۰۰۱ توسط سلطان قابوس بن سعید آل سعید (حاکم عمان) که از طرفداران موسیقی و هنرهای کلاسیک بود صادر شد و در سال ۲۰۱۱ ساخت آن به پایان رسید. معماری خانه موسیقی مسقط به سبک کلاسیک اسلامی طراحی شده و در این معماری توجه ویژه‌ای به تزیینات شده‌است. اینجا یک اپراخانه مجلل و باشکوه با معماری فوق‌العاده است که ظرفیت و گنجایش ۱۱۰۰ نفر را در خود دارد. در طراحی فضاهای داخلی این اپرا، ظرافت‌های زیبایی چون منبت‌کاری برگ طلا در دکوراسیون‌های چوبی و طراحی لوستر کریستال مورد توجه قرار گرفته‌است و صحنه آن به‌گونه‌ای ساخته شده که هم می‌توان کنسرت موسیقی برگزار کرد، هم در آن اپرا اجرا کرد. ساخت این جاذبه بی‌نظیر باعث شده که کشور عمان بیشتر دیده شود و سالن آن پلی میان فرهنگ‌ها و ملت‌های مختلف باشد.

## حمل و نقل

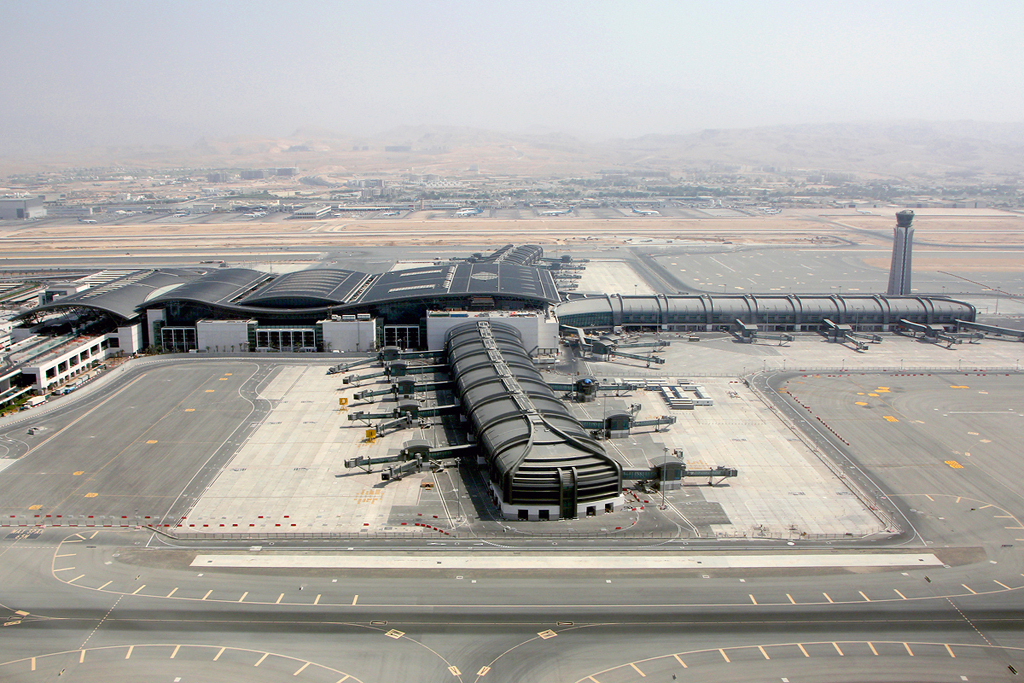
ترمینال فرودگاه مسقط

### عمومی
مردم این کشور از ماشین‌های شخصی بیشتر استفاده می‌کنند، ولی افرادی که خودرو شخصی ندارند از اتوبوس و تاکسی بهره می‌برند.
هزینه استفاده از اتومبیل در عمان بسیار ارزان‌تر از اروپا است. در نتیجه، تقریباً تمام مهاجران خارجی اتومبیل شخصی دارند و میزان استفاده از حمل و نقل عمومی اندک است. همچنین می‌توان یک ماشین با راننده در عمان استخدام کرد.

### هوایی
فرودگاه بین‌المللی مسقط اصلی‌ترین فرودگاه کشور عمان است و سالیانه ۲۰ میلیون مسافر در آن جابجا می‌شود
امروزه در این فرودگاه ایرلاین‌های معروف و معتبری مانند ایر عربیا، امارات، الاتحاد، کاال‌ام، اجیپت‌ایر، عمان ایر، قطر ایرویز، سوئیس اینترنشنال ایرلاینز، تای ایرویز و ترکیش ایرلاینز دارای پروازهای منظمی است.